# تاريخ الإمبراطورية الرومانية

تطور الامبراطورية الرومانية (Animated map)

تاريخ الإمبراطورية الرومانية يغطي تاريخ روما القديمة من سقوط الجمهورية الرومانية في 27 قبل الميلاد حتى تخلي الماضي الغربية الإمبراطور في 476 م. روما بدأت تتوسع بعد فترة وجيزة من تأسيس الجمهورية في القرن 6 قبل الميلاد ، على الرغم من أنها لم تتوسع خارج شبه الجزيرة الإيطالية حتى القرن 3 قبل الميلاد.[بحاجة لمصدر] في أتون حرب أهلية الدولة الرومانية في منتصف القرن 1 قبل الميلاد ، الأولى بين يوليوس قيصر وبومبي ، و أخيرا بين اوكتافيوس ومارك أنتوني. أنتوني هزم في معركة أكتيوم عام 31 قبل الميلاد. في 27 قبل الميلاد الشيوخ الرومانى جعلت أوكتافيان امبراطورا («القائد») وبالتالي بداية عصر المساواة ، أول عصر الإمبراطورية الرومانية التاريخ عادة بتاريخ من 27 قبل الميلاد إلى 284 م. بعد ذلك منحته اسم أوغسطس «تبجيلا». نجاح أوغسطس في إرساء مبادئ الأسرات الخلافة كانت محدودة قبل تعمر عدد من الموهوبين الورثة المحتملين: جوليو-كلودين اسرة استمرت لمدة أربعة من الأباطرة—طبريا، كاليجولا، كلوديوس ، نيرو—قبل أن تثمر في 69 الإعلان إلى الفتنة التي مزقتها سنة الأباطرة الأربعة والتي فاز بها  فيسباسيان. فيسباسيان أصبح مؤسس   سلالة فلافيان ، على أن تليها نيرفا–الأنطونية اسرة والتي أنتجت «خمسة من الأباطرة»: نيرفا، تراجان، هادريان، أنطونينوس بيوس و فلسفيا يميل ماركوس أوريليوس. وفي رأي المؤرخ اليوناني ديو كاسيوس المعاصر فانه انضم الإمبراطور كومودوس في 180  و يزعم بعض المؤرخين ، وخاصة إدوارد جيبون ، إلى أن اتخاذ كومودوس' عهد على أنها بداية انهيار الإمبراطورية الرومانية.
في 212 عهد كركلا, فان  المواطنة الرومانية منحت لجميع  سكان الإمبراطورية. ولكن على الرغم من هذه البادرة العالمية ، فان اسرة سيفيران كانت مضطربة، و بالتالي فان عهد الإمبراطورية انتهي بشكل روتيني عن طريق مقتله أو اعدامه ,بعد انهيار الإمبراطورية الرومانية عصفت بها أزمة القرن الثالث الفترة من الغزوات والحروب الأهلية والاقتصادية اضطراب و الطاعون. في تحديد الحقب التاريخية ، هذه الأزمة ينظر إليها عادة  بدء من أواخر الإمبراطورية الرومانية, و أيضا الانتقال من العصور الكلاسيكية القديمة إلى أواخر العصور القديمة. دقلديانوس (حكم 284-305) انقذ الإمبراطورية من حافة الهاوية ،  وأصبح أول إمبراطور يطلق عليه  «السيد» أو «الرب». هذا بمثابة نهاية عصر المساواة و بداية الهيمنة. استمرت هذه  الملكية المطلقة التي بدأت مع دقلديانوس حتى سقوط الإمبراطورية الرومانية الغربية عام 476.
دقلديانوس قسيم الإمبراطورية إلى أربعة مناطق ، كل منطقة يحكمها امبراطور منفصل . كان واثقا من أنه اصلح الاضطرابات التي تعاني منها روما فان حكمه جنبا إلى جنب مع شريكه في الإمبراطورية  سرعان ما انهار. تم استعادة النظام في نهاية المطاف حيث استعاد  قسنطنطين روما ، و الذي أصبح أول إمبراطور يعتنق المسيحية ، و الذي أسس القسطنطينية كعاصمة جديدة للامبراطورية الشرقية. خلال عقود من حكم قسطنطين و فالانتينيان  ، تم تقسيم الإمبراطورية على طول محور الشرق والغرب ، مع ثنائي مراكز القوة في القسطنطينية و روما. عهد جوليان, الذي حاول استعادة الكلاسيكية الرومانية و العقيدة الاغريقية والذي اعاق الخلافة المسيحية . ثيودوسيوس الأول ، آخر إمبراطور حكم على كل من الشرق والغرب ، توفي في 395 م بعدما جعل المسيحية الدين الرسمي للإمبراطورية.
الإمبراطورية الرومانية الغربية بدأت تتفكك في أوائل القرن الخامس كما ان الهجرات و الغزوات الألمانيه طغت على قدرة الإمبراطورية لاستيعاب المهاجرين ومحاربة الغزاة. كانت الرومان ناجحة في محاربة كل الغزاة ، [بحاجة لمصدر]

## 27 قبل الميلاد–الإعلان 14: أوغسطس

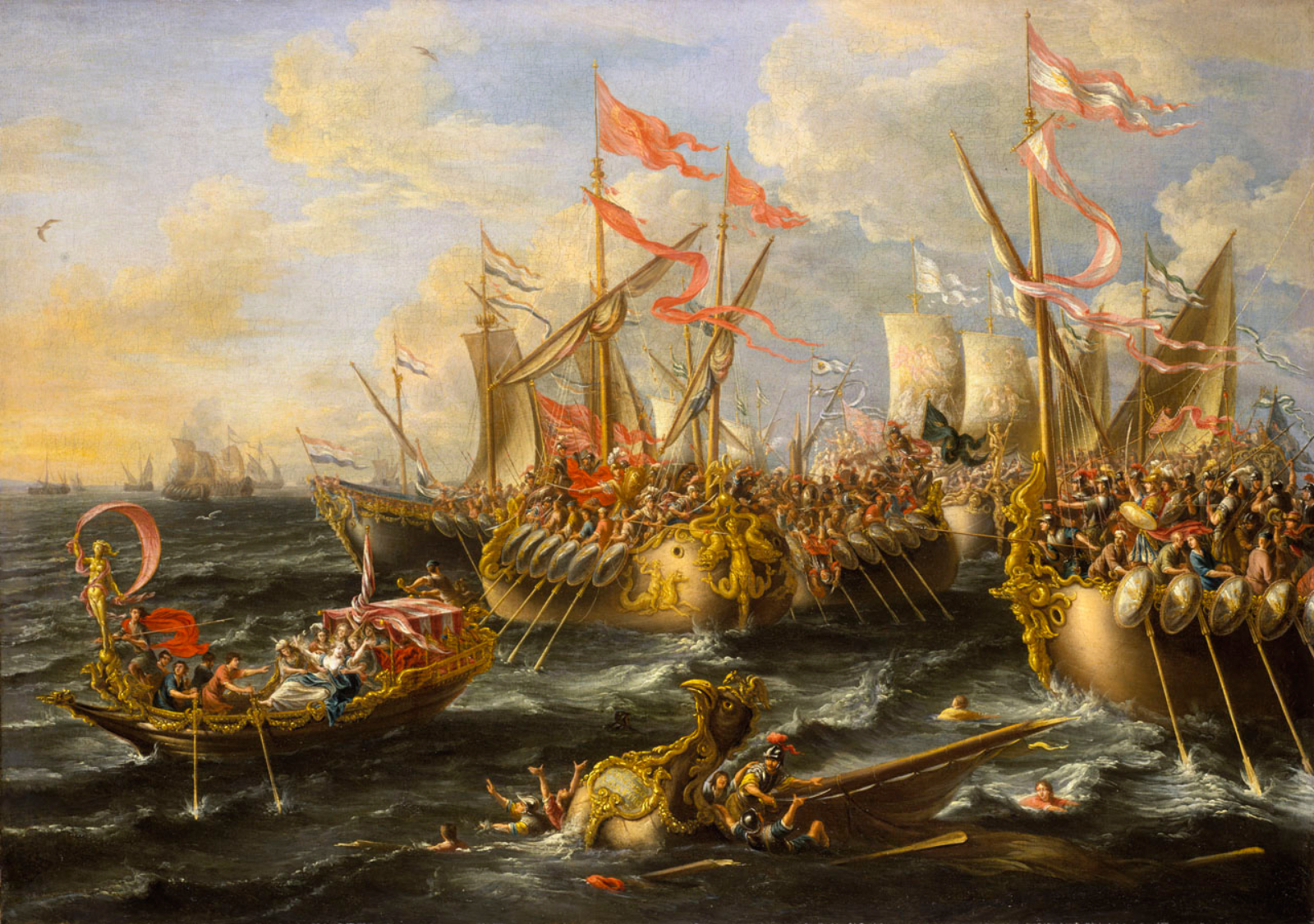
معركة أكتيوم (1672) Laureys على كاسترو

أوكتافيان ، ابن الشقيق الأكبر والذي تم تبنيه من قبل  يوليوس قيصر قد جعل نفسه مركز القوه العسكرية خلال فترة الفوضى بعد اغتيال قيصر. في عام 43 قبل الميلاد في سن العشرين أصبح واحدا من ثلاثة أعضاء من "الثلاثي" الثاني ، في تحالف سياسي مع ماركوس "ليبيدوس" و مارك أنتوني. هزم اوكتافيوس و أنتوني آخر مغتالى يوليوس قيصر في عام 42 قبل الميلاد في معركة فيليبي ، بعد هذه النقطة ، التوترات بدأت في التصاعد بين الاثنين. انتهى الثلاثي في عام 32 قبل الميلاد ، تمزق بسبب المنافسة بين طموحات أعضائها: اجبر "ليبيدوس" على الذهاب للمنفى و "أنطونيو" تحالف مع حبيبته الملكة كليوباترا السابعة لمصر ، انتحر في 30 قبل الميلاد بعد الهزيمة في معركة أكتيوم (31 قبل الميلاد) من قبل أسطول أوكتافيان. ضم أوكتافيان مصر إلى الإمبراطورية.
خلق أوغسطس قصته ومكانته التاريخيه الفريده عن طريق تعزيز الصلاحيات الدستورية للعديد من المكاتب الجمهورية. تخلى عن القنصلية 23 قبل الميلاد ، ولكن احتفظ بقنصليته المطلقه ، مما ادي إلى حل وسطى ثانى بين أوغسطس ومجلس الشيوخ المعروف بالتسوية الثانية. منح أوغسطس سلطة رأسه المنبر ، ولم يكم مجرد اسم فقط فقد سمح له أن يوحد مجلس الشيوخ و الناس ، حق الاعتراض ، افعال الجمعية العامة أو مجلس الشيوخ ، ترؤس الانتخابات ، وقدم له الحق في الكلام أولا في أي اجتماع. صلاحيات اوغسطس كانت تحت الرقابة الرومانيه ، وهذا يشمل حق الإشراف على الآداب العامة و التدقيق في القوانين لضمان انهم للمصلحة العامة ، وكذلك القدرة على إجراء تعداد للسكان وتحديد عضوية مجلس الشيوخ. لا يوجد منبر في روما راى مثل هذه القوه من قبل , ولم يكن هناك سابقة في النظام الروماني لتعزيز صلاحيات المنبر و الرقابة في موضع واحد , ولا كان تم انتخاب أوغسطس ابدا لمكتب الرقابة. سواء كانت السلطة الرقابيه قد منحت له كجزء من رئاسته للمنبر أو أنه افترض هذا ببساطه ، فهو موضوع قابل للنقاش.
بالإضافة إلى تلك القوى ، منح أوغسطس السلطة المطلقه داخل مدينة روما نفسها ؛ جميع القوات المسلحة في المدينة ، التي كانت سابقا تحت سيطرة الولاة ، هي الآن تحت سلطة أوغسطس الوحيده. بالإضافة لذلك ، أوغسطس منح السلطة على جميع الحكام ، الحق في التدخل في أي محافظة والغاء قرارات أي حاكم. بسلطته المطلقه أوغسطس كان هو الفرد الوحيد القادر على نيل انتصار ناجح , فظاهريا هو القائد لكامل الجيش الروماني.
اعاد مجلس الشيوخ تصنيف حدود المحافظات , أعطت السيطرة على تلك المقاطعات لأوغسطس.  تم اعاده تصنيف المحافظات السلميه كما كانت خلال الحكم الجمهوري من قبل أعضاء مجلس الشيوخ الذين يتم بعثهم سنويا من قبل الحكومة المركزية. تم حظر أعضاء مجلس الشيوخ من اشياء كثيره مثل زياره  مصر. ذهبت الضرائب من المحافظات إلى الخزانة العامه. كانت الاموال تدار من قبل اشخاص يتم اختيارهم من قبل أوغسطس. الإيرادات من المحافظات استمر إرسالها إلى خزينة الدولة تحت إشراف مجلس الشيوخ.

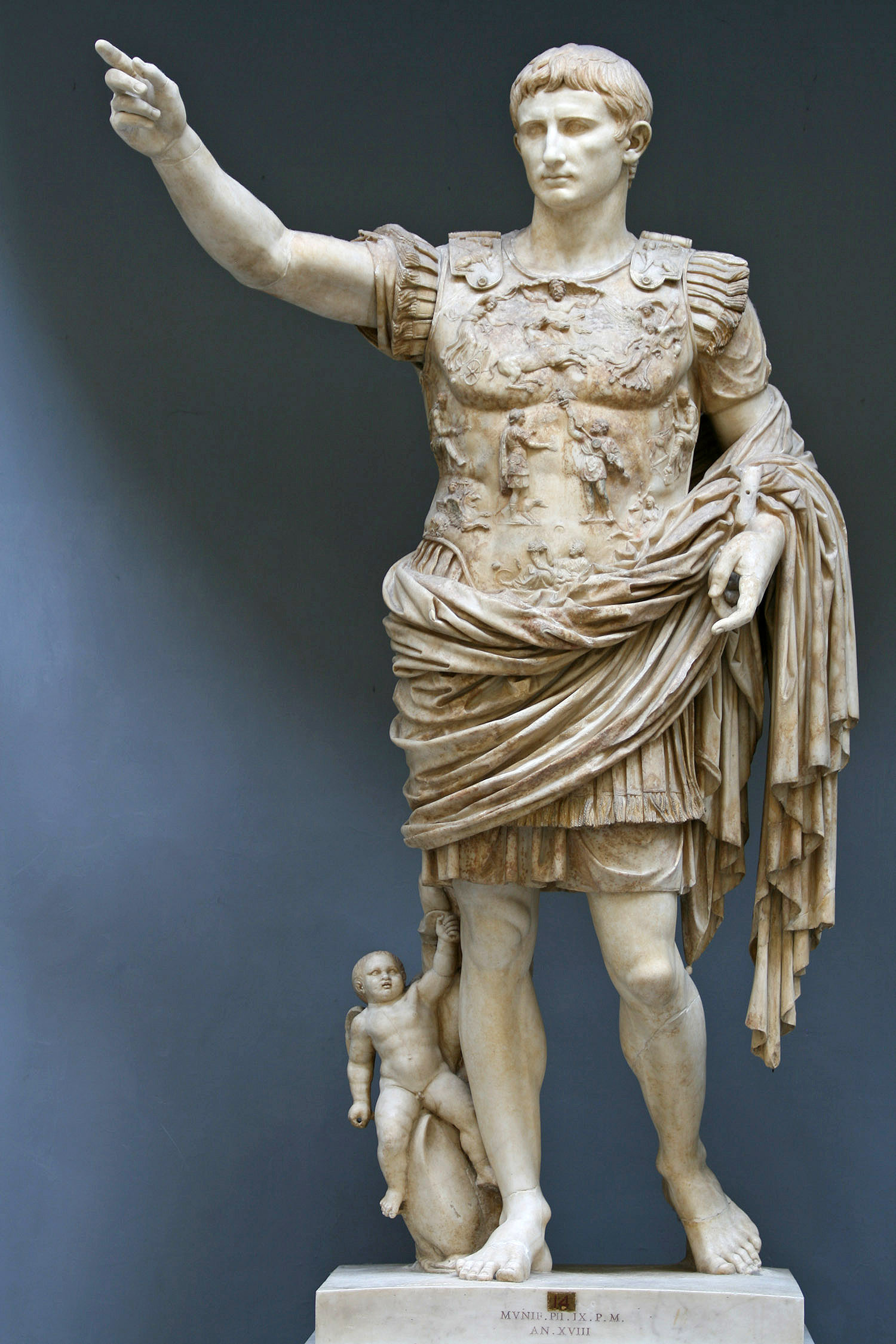
في أغسطس من Prima Porta

تم تقليل الفيالق الرومانيه الذي بلغ عددها رقم غير مسبوق وهو 50 وهذا بسبب الحروب الأهلية إلى 28. عدة فيالق لا سيما التي تحتوى أعضاء مشكوك في ولائها ببساطة يتم حلها. تم دمج فيالق أخرى ,قام أوغسطس أيضا بإنشاء تسع افواج خاصة للحفاظ على السلام في إيطاليا ، مع ثلاث ظلوا في روما. السيطرة على الخزانة العامه مكن أوغسطس من ضمان ولاء الفيالق من خلال دفع الضرائب.
انهى أوغسطس غزو هيسبانيا , في حين تابع الجنرالات توسيع النفوذ الرومانى في أفريقيا وآسيا الصغرى. كانت مهمة أوغسطس النهائية هي ضمان خليفته. ابن زوجته  طبريا قد غزا بانونيا, دالماتيا, راتيا، وألمانيا مؤقتا من اجل الإمبراطورية ، وبالتالي كان مرشح ليكون رئيس الوزراء. في 6 قبل الميلاد ، أوغسطس منح بعض صلاحياته إلى ابنه، وبعد فترة قليله اعترف أن طبريا وريث له. في 13 م ، تم إصدار قانون الذي نقل صلاحيات أوغسطس على المحافظات إلى طبريا.
في محاولة تأمين حدود الامبراطورية عند أنهار الدانوب والالب ، أوغسطس أمر الغزوات من إيليريا، بانونيا و ألمانيا , في البداية كل شيء سار كما هو مخطط له ، ولكن بعد ذلك وقعت الكارثة. القبائل الإيليرية ثارت و كان لابد من سحقهم . ثلاثة فيالق كاملة تحت قيادة بوبليوس تعرضوا لكمين وتم تدميرهم في معركة غابة تويتوبورغ في 9 م من القبائل الالمانيه بقيادة أرمينيوس. كان أوغسطس حذر وامر بتأمين جميع الأراضي غرب نهر الراين و اكتفي بغارات انتقامية. نهري الراين والدانوب أصبحوا حدود الإمبراطورية الرومانية في الشمال.

في 14 م أوغسطس توفي عن عمر يناهز خمسة وسبعين ، بعد أن حكم الإمبراطورية لمدة أربعين عاما ، كما نجح  كامبراطور لطبريا.
| |  |  |
| Left image: A Roman fresco from بومبي showing a Maenad in silk dress, 1st century AD Right image: A fresco of a young man from the Villa di Arianna, Stabiae, 1st century AD. |  |  |

## 14–68: اسرة جوليو-كلودين

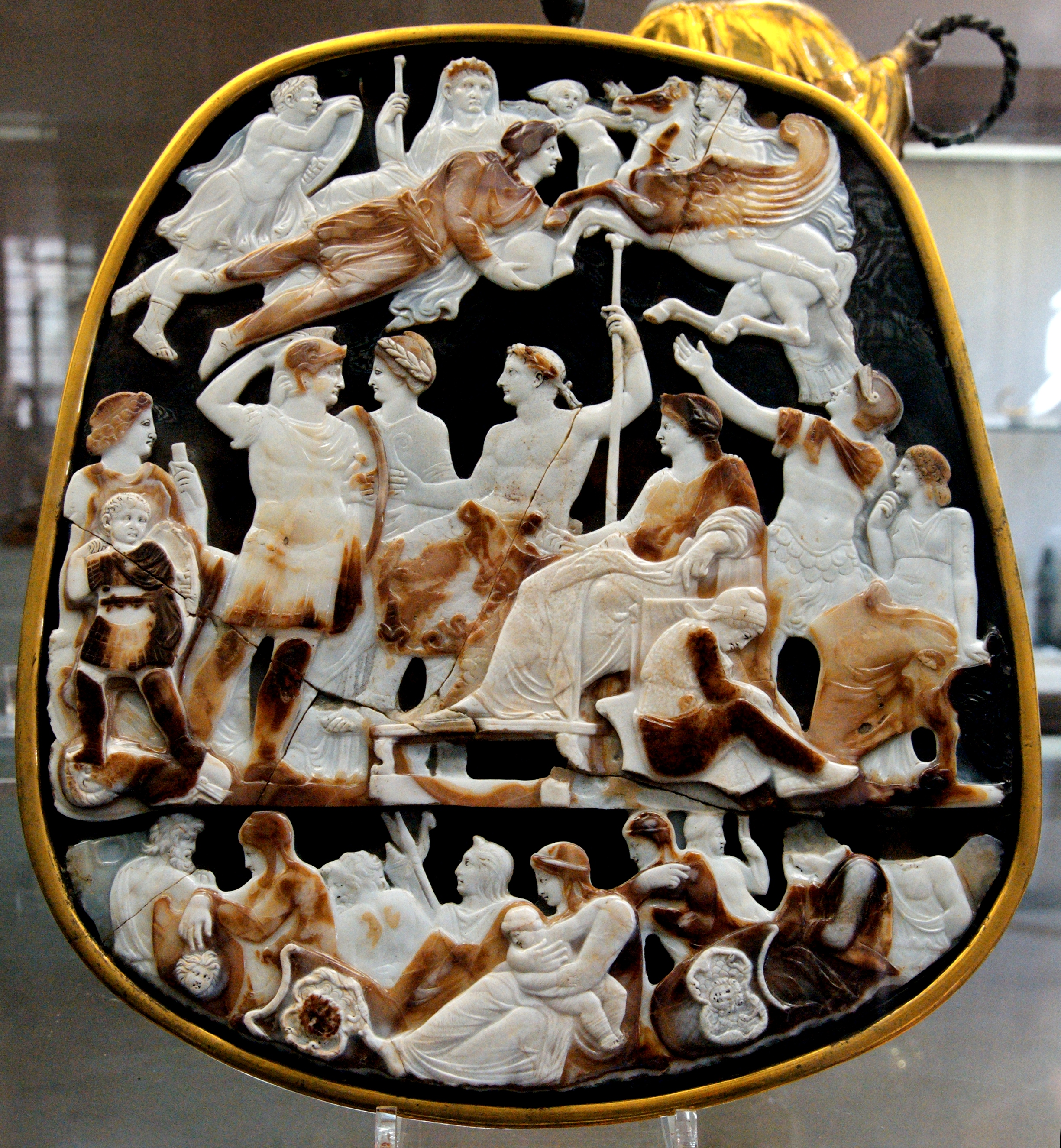
الإمبراطور تيبيريوس يجلس مع والدته ليفيا و أمام الوريث جرمنيكس ، مع هذا الأخير زوجته أغريبينا الأكبر ؛ أعلاهم تطفو المتوفون من أفراد البيت: أوغسطس, دروسوس يوليوس قيصر ، نيرون كلوديوس دروسوس

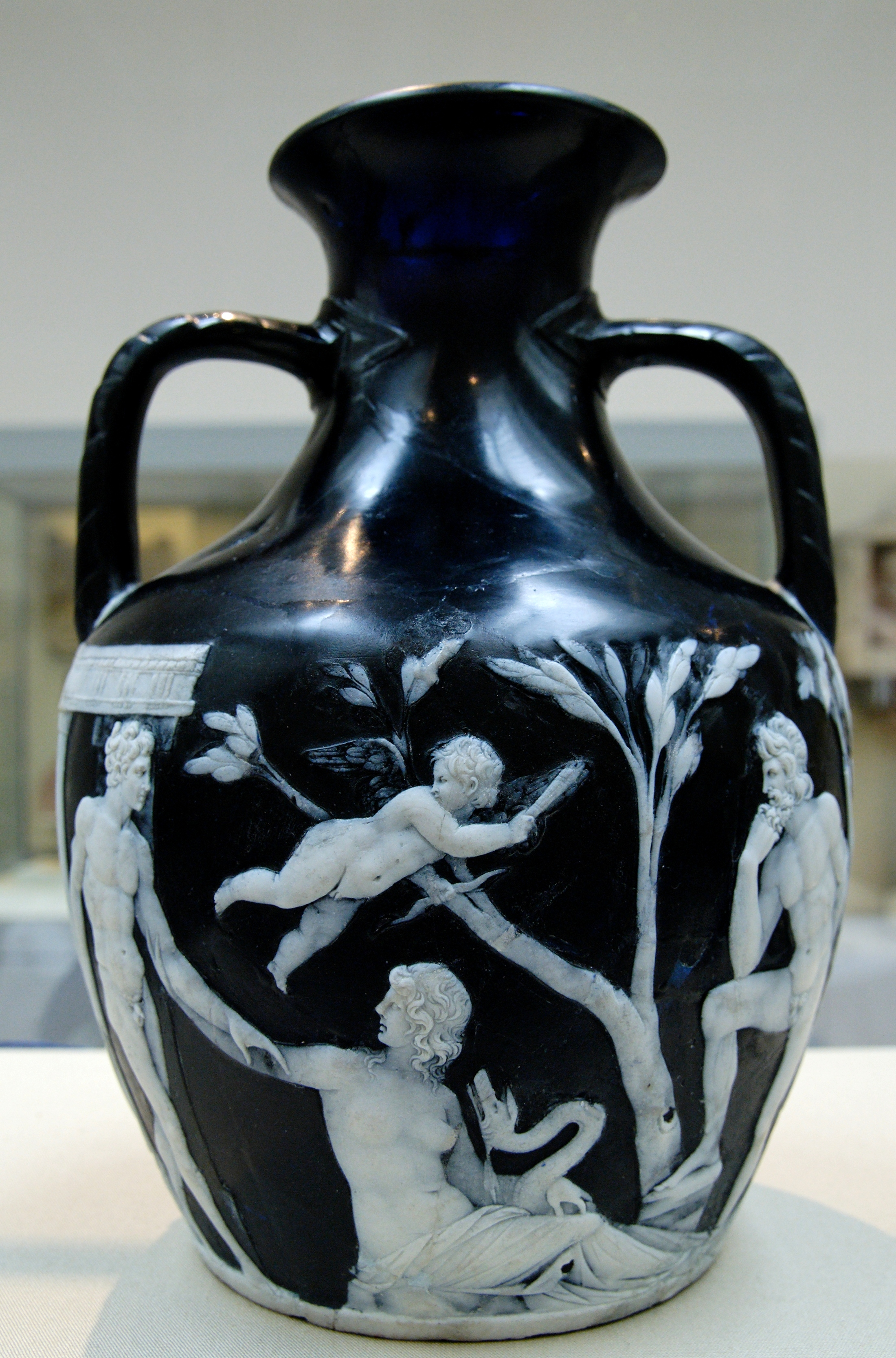

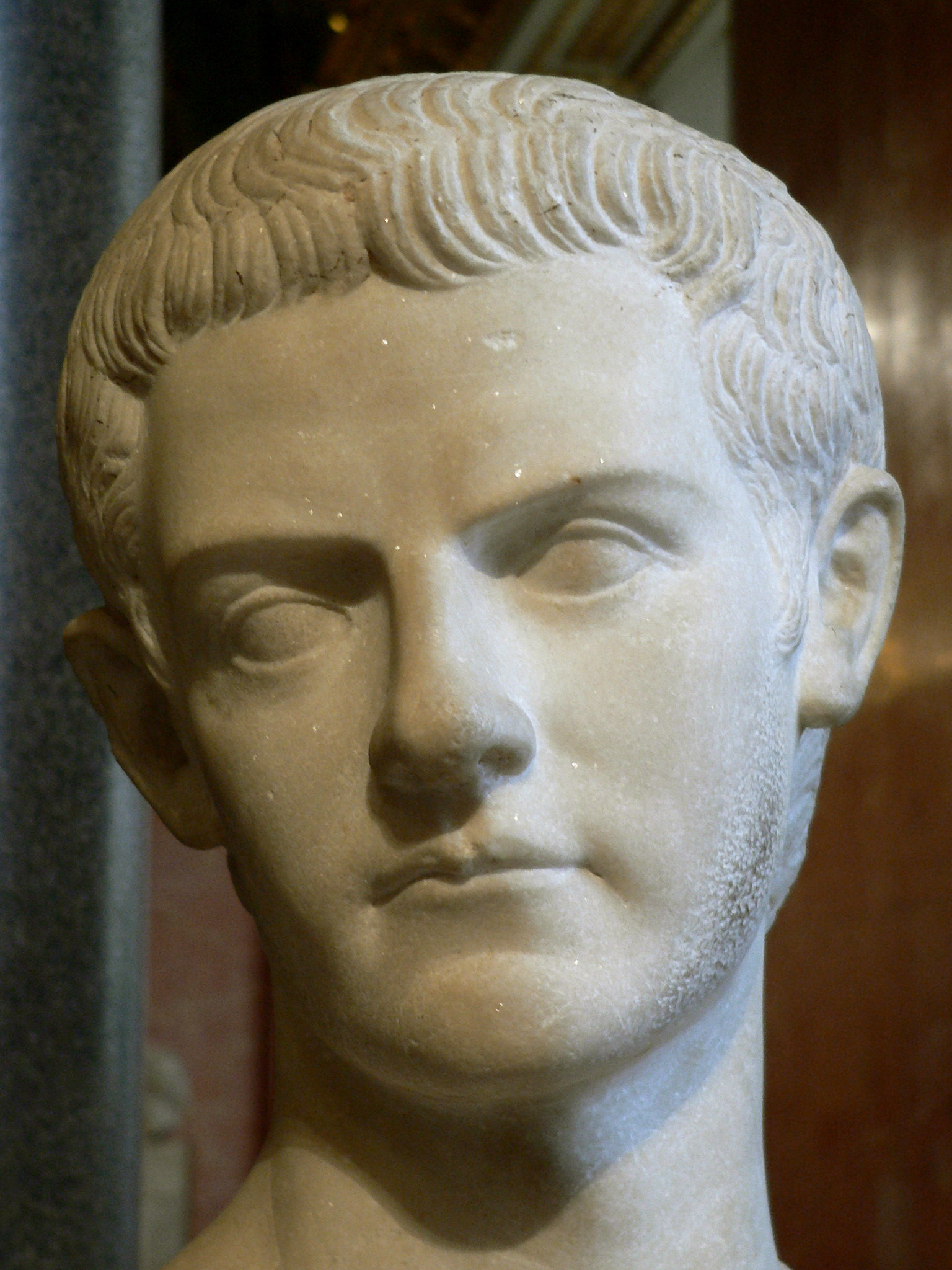
تمثال من الرخام كاليجولا ، اللوفر

كان لأوغسطس ثلاثة أحفاد من ابنته جوليا الأكبر: جايوس قيصر, لوسيوس قيصر و أغريباس . ما من هؤلاء الثلاثة عاش فترة طويلة بما يكفي لتحقيق النجاح. ولذلك كان خليفته زوجته طبريا. تيبيريوس كان ابن ليفيا, الزوجة الثالثة من أوكتافيان ، قبل زواجها الأول إلى طبريا نيرو. أوغسطس كان سليل  جوليا , واحدة من أقدم العشائر الارستقراطية في  روما ، في حين أن تيبيريوس كان سليل كلوديا والتي كانت أقل قليلا من جوليانس. الثلاثة خلفاء كانوا جميعا ينحدرون من كلوديا خلال نيرون كلوديوس دروسوس ، و من جوليا, إما من خلال جوليا الأكبر ، أوغسطس ابنة من زواجه الأول (كاليجولا ونيرو) ، أو من خلال اخت أوغسطس   اوكتافيا ا لصغري (كلوديوس). وبالتالي المؤرخون  يسمونها سلالة «جوليو-كلودين».

### 14–37: طبريا
السنوات الأولى من عهد تيبيريوس كانت سلمية نسبيا. طبريا ضمن القوة العامة لروما و أثري الخزانة. لكن حكمه سرعان ما أصبح يتميز بجنون العظمة. بدأ سلسلة من  المحاكمات والإعدامات التي استمرت حتى وفاته في 37. لقد ترك السلطة في يد قائد الحرس لوسيوس . أصبح طبريا نفسه متقاعد يعيش في فيلا في جزيرة كابري في 26 ، وترك الإدارة في أيدي لوسيوس الذي بدأ الاضطهاد . لوسيوس بدأ أيضا في توطيد سلطته; في 31 تزوج ليفيا ابنة اخت الإمبراطور . في هذه المرحلة كانت بلده المشتعلة تطلق عليه: الإمبراطور المصاب بجنون العظمة . كان مصيره الإعدام ف النهاية ، جنبا إلى جنب مع العديد من رفاقه في نفس العام. الاضطهاد استمر حتى  موت طبريا في 37.

### 37–41: كاليجولا
في وقت موت طبريا  معظم الناس الذين قد يخلفوه كانه قد قتلوا. فكان الوريث المنطقي (واختيار طبريا الخاص) هو حفيده من الأخ الذي كان له من العمر 24 سنة غايوس المعروف باسم «كاليجولا». كاليجولا كان ابن جرمنيكس وأغريبينا الأكبر. له من الأب والأجداد  نيرون كلوديوس دروسوس و أنطونيا الصغري, و الأمهات والأجداد كانوا ماركوس  أغريباس و جوليا الكبري. وهكذا كان سليل كل من  أوغسطس و ليفيا.
كاليجولا بدأ جيدا بانه وضع حد للاضطهاد و حرق سجلات عمه .ولكن  للأسف سرعان ما اصابه المرض. كاليجولا والذي ظهر في أواخر 37 أظهر ملامح عدم الاستقرار العقلي الذي أدى المؤرخين الجدد الي تشخيصه ببعض الأمراض مثل التهاب الدماغ ، الذي يمكن أن يسبب الاختلال العقلي, فرط نشاط الغدة الدرقية, أو حتى الانهيار العصبي (ربما كان ناجما عن الإجهاد في منصبه). أيا كان السبب ، كان هناك تحول واضح  في حكمه منذ هذه النقطة ، مما أدى كتاب سيرته الي تسميته بالمجنون.
كاليجولا أمر بتعيين الحصان المفضل له في مجلس الشيوخ وأمر جنوده لغزو بريطانيا لمحاربة اله البحر نبتون ، لكنه غير رأيه في اللحظة الأخيرة. ويعتقد أنه كان يأتي  المحارم مع الأخوات الثلاث: جوليا, دروسيلا و أغريبينا الأصغر سنا. وأمر بتنصيب تمثال لنفسه في معبد هيردوس في القدس ، والذي كان سيؤدي بلا شك إلى ثورة لو لم  يثنيه عن هذه الخطة صديقه الملك أغريباس الأول. أمر بقتل الناس  سرا ، ثم دعاهم إلى قصره. و عندما لم ظهروا ، سيقول مازحا أنهم يجب أن يكونوا انتحروا.
في 41 ، كاليجولا اغتيل من قبل قائد الحرس كاسيوس كايريا. كما قتل زوجته الرابعة  و ابنتهما جوليا دروسيلا. عقب اغتياله و لمدة يومين في مجلس الشيوخ تم مناقشة مزايا استعادة الجمهورية.

### 41–54: كلوديوس
كلوديوس كان الأخ الأصغر من جرمنيكس ، وكان يعتبر ضعيف و أحمق من قبل بقية عائلته. الحرس الإمبراطوري  مع ذلك شهد له بالإمبراطورية. كلوديوس لم يكن مصاب بجنون العظمة مثل عمه طبريا ، ولا مجنون مثل أخيه كاليجولا و بالتالي قادرا على إدارة الإمبراطورية بعقلانية. لقد حسن البيروقراطية وبسط المواطنة . لقد أمر ببناء ميناء الشتاء  أوستيا أنتيكا بروما ، وبالتالي سهل توافر الحبوب من أجزاء أخرى من الإمبراطورية في الطقس العاصف.
في 43, استأنف الغزو  الروماني لبريطانيا والذي بدأه يوليوس قيصر في 50s قبل الميلاد ، وأدرج أكثر المحافظات الشرقية في الإمبراطورية.
في الحياة الأسرية ، كلوديوس كان أقل نجاحا. زوجته ميسالينا خانته ، و عندما اكتشف ما كان منها أعدمها وتزوج من ابنة أخيه ، أغريبينا الصغري. و على الرغم من أن هناك روايات متضاربة عن وفاته ،الا انه من المرجح انها سممته في 54.وفاة كلوديوس مهد الطريق لابن أغريبينا ، البالغ من العمر 17 عاما ,لوسيوس نيرو.

### 54–68: نيرو
نيرو حكم من 54 إلى 68. خلال فترة حكمه ، نيرو ركز الكثير من الاهتمام على الدبلوماسية والتجارة و زيادة رأس الثقافة للإمبراطورية. وأمر ببناء المسارح و تشجيع الألعاب الرياضية. حكمه شملت الحرب الرومانية–البارثية (حرب ناجحة و تفاوض على السلام مع الإمبراطورية البارثية (58-63) ), قمع الثورة في بريطانيا (60-61) وحسن العلاقات الثقافية مع اليونان. ومع ذلك ، كان مغرور و كان يعاني من مشاكل مع أمه و كان يري انها تسيطر عليه. بعد عدة محاولات لقتلها ، طعنها حتى الموت في النهاية. كان يعتقد أنه اله و قرر بناء القصر الفخمة لنفسه. وقد شيد قصره الذهبي على قمة ما تبقي من روما المحترقة بعد حريق روما (64). يعتقد الكثيرون أن نيرون كان مسؤولا عن الحريق. كان قصره الذهبي ضخم  البناء غطي مساحة كبيرة وشمل أساليب جديدة في البناء من أجل ان يرصع بالذهب, ترصع السقوف بالجواهر. في هذا الوقت كان نيرو لا يحظى بشعبية على الرغم من محاولاته إلقاء اللوم على المسيحيين في أكثر مشاكل نظامه .
حدث انقلاب عسكري قاد نيرو إلى الاختباء حيث كان يواجه عقوبة الإعدام على أيدي أعضاء مجلس الشيوخ الروماني وقد قيل انه انتحر في 68.

## 68–69: سنة الأباطرة الأربعة
لأنه لم يكن له وريث ،فان  انتحار نيرو تبعه فترة وجيزة من الحرب الأهلية ، والمعروفة باسم «عام الأباطرة الأربعة». بين يونيو 68 و ديسمبر 69 ، روما شهدت تعاقب صعود وسقوط غالبا، أوثو وفيتيلوس و في النهاية انضمام فيسباسيان ، أول حاكم من سلالة فلافيان. الفوضي العسكرية والسياسية  التي خلقتها هذه الحرب الأهلية كان لها آثار خطيرة ، مثل اندلاع  التمرد. هذه الأحداث أظهرت أن القوة العسكرية وحدها قد تخلق الإمبراطور. أوغسطس أنشأ جيش فيه جنود  يخدمون تحت قيادة نفس القادة العسكريين على مدى فترة ممتدة من الوقت. وكانت النتيجة أن الجنود كان لهم درجة من الولاء لقادتهم و التي لم تكن لديهم ناحية الإمبراطور. وهكذا كانت الإمبراطورية ،هي اتحاد إمارات متعددة، والتي يمكن أن تتحلل في أي وقت.
من خلال سياسة مالية سليمة تمكن الإمبراطور فيسباسيان من توفير فائض في الخزينة ، وبدأ في بناء  الكولوسيوم. تيتوس, خليفة فيسباسيان  سرعان ما اثبت له الجدارة ، على الرغم من أن له فترة حكم قصيرة تميزت الكوارث ، بما في ذلك ثورة بركان جبل فيزوف في بومبي. لقد عقد مراسم الافتتاح للكولوسيوم الذي كان لا يزال غير مكتمل ، لكنه توفي في 81. شقيقه دوميتيان خلفه. ولسوء العلاقات مع مجلس الشيوخ ، دوميتيان قتل في أيلول / سبتمبر 96.

## 69–96: سلالة فلافيان

تجارة الرومان نع الهند في القرن الاول الميلادي.

على الرغم من قصر مدة حكم الاسرة نسبيا الا انها ساعدت في استعادة الاستقرار إلى الإمبراطورية . و على الرغم من أن الثلاثة قد تعرضوا لانتقادات خاصة على مركزية أسلوب حكمهم الا انهم قاموا بالإصلاحات بما  يكفي الإمبراطورية إلى آخر القرن الثالث. إلا أن الخلفية العسكرية للاسرة أدت إلى مزيد من التهميش في مجلس الشيوخ ، مما ادي الي المقاطعة .

### 69–79: فيسباسيان
فيسباسيان كان جنرالا ناجحا بشكل ملحوظ و الذي كان قد حكم الجزء الشرقي من الإمبراطورية الرومانية. لقد أيد ادعاءات و مطالب الإمبراطور غالبا والذي بعد موته ,فيسباسيان أصبح منافسا رئيسيا على العرش. عقب انتحار أوثو, فيسباسيان كان قادرا على السيطرة على  امدادات الحبوب لروما في مصر ، مما يضعه في موقف جيد لهزيمة منافسه ، فيتليوس. في كانون الأول / ديسمبر , 69, بعض ثوار فيسباسيان  تمكنوا من احتلال روما. قتل فيتليوس على يد جنوده ،و في اليوم التالي ، فيسباسيان ، تم تنصيبه كإمبراطور من قبل مجلس الشيوخ.
على الرغم من ان فيسباسيان كان يعتبر مؤيدا من قبل مجلس الشيوخ، الا انه واصل من إضعاف تلك الهيئة و التي بدأت في عهد طيباريوس. درجة تبعيته  لمجلس الشيوخ يمكن أن تظهر في توليه مقاليد الحكم، من قبل مجلس الشيوخ، في 1 يوليو، عندما أعلنته قواته إمبراطورا، بدلا من 21 من ديسمبر كانون الأول عندما أكد مجلس الشيوخ تعيينه. وهناك مثال آخر توليه الرقابة في 73، مما أتاح له سلطان على مجلس الشيوخ. انه استخدم تلك القوة لطرد أعضاء مجلس الشيوخ المعارضين. وفي الوقت نفسه، زيادة عدد أعضاء مجلس الشيوخ من 200  إلى 1000. معظم أعضاء مجلس الشيوخ الجديد لم يأتوا من روما لكن من إيطاليا والمراكز الحضرية في المحافظات الغربية.

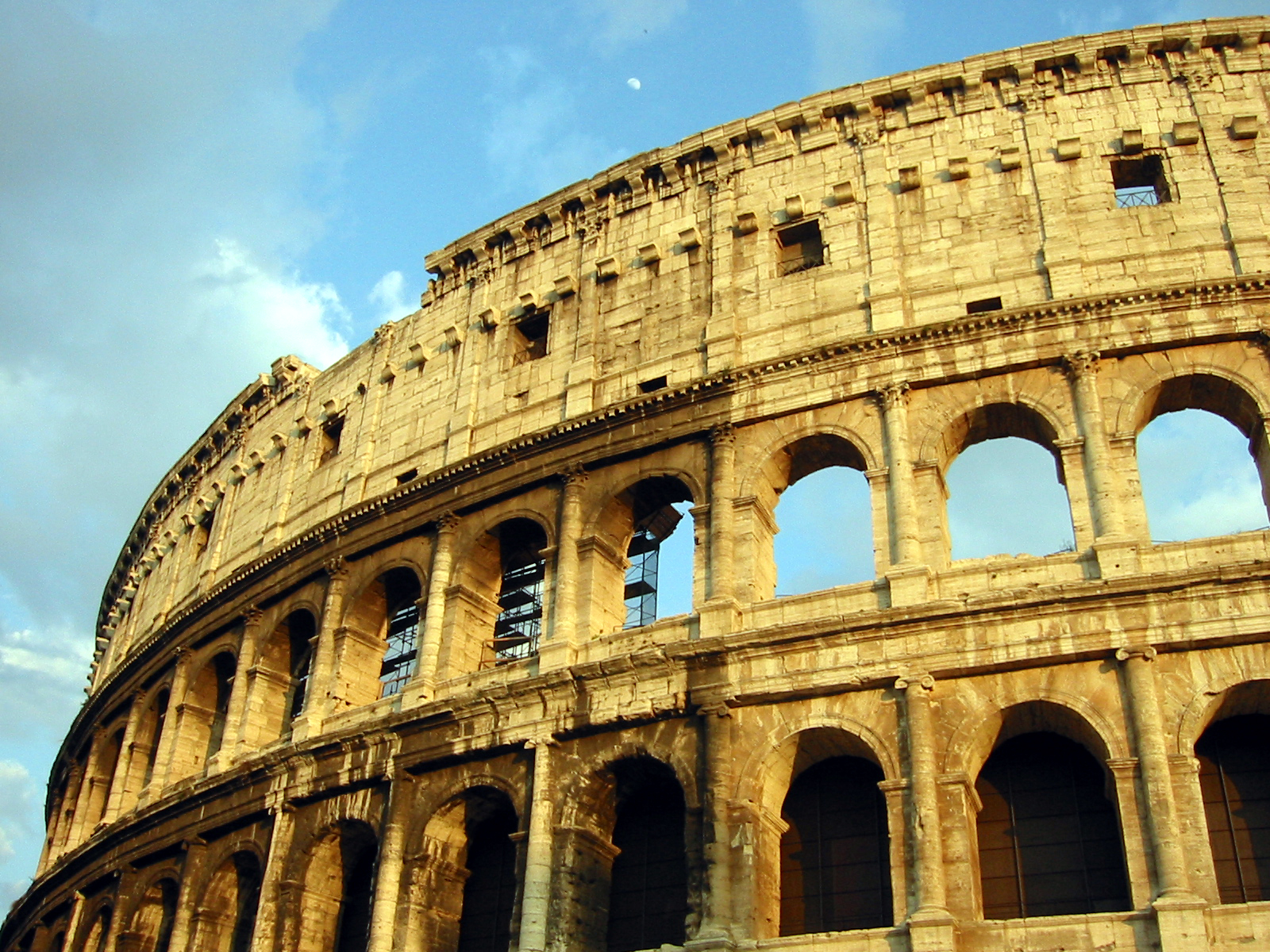
الكولوسيوم في روما.

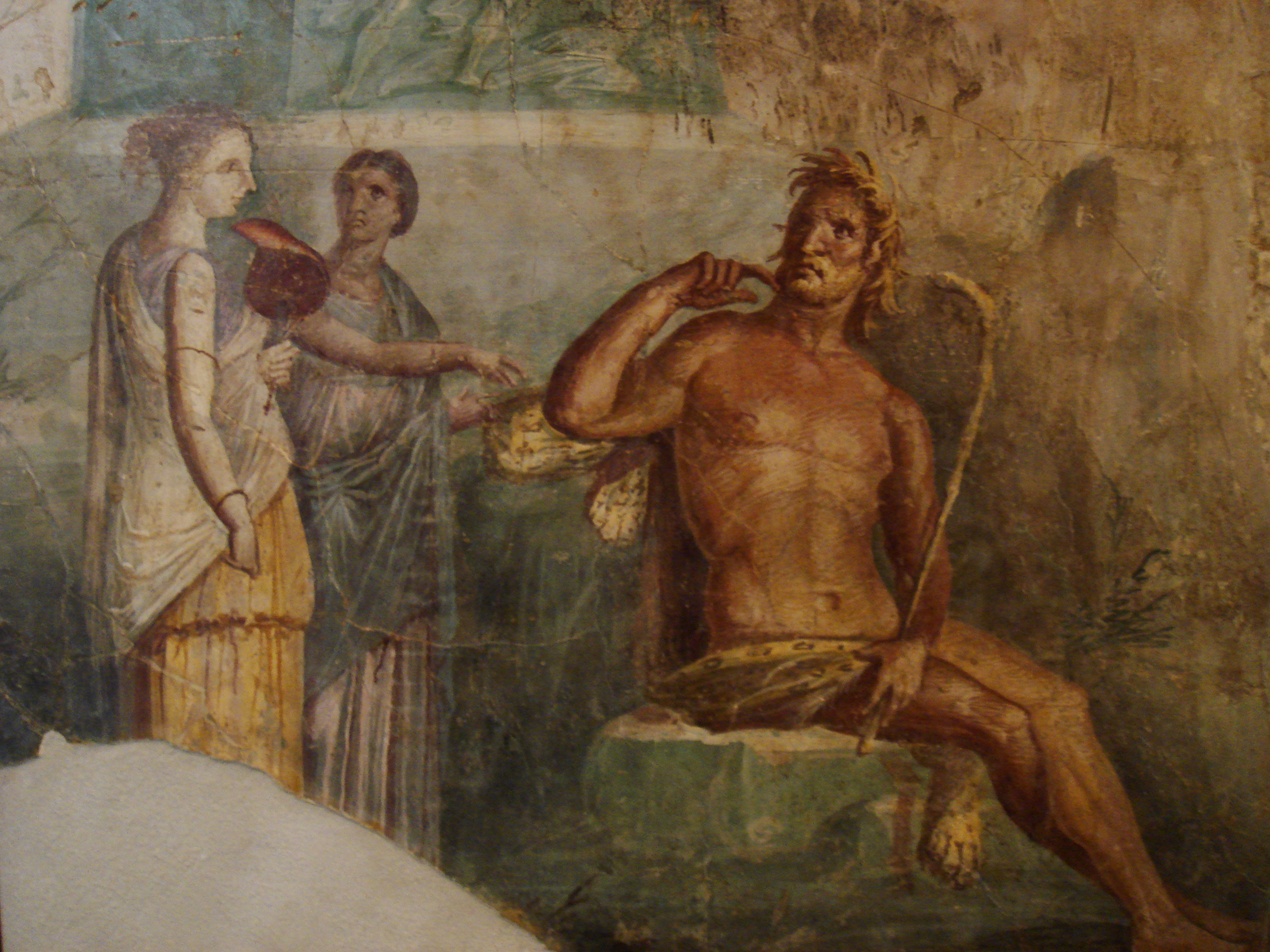
جدارية رومانية رسمت في بومبي (45-79 م)

فيسباسيان كان قادرا على تحرير روما من الأعباء المالية المفروضة عليها في عهد نيرو و الحروب الأهلية. لو للقيام بذلك, لم يقم فقط بزيادة الضرائب ، ولكن خلق أشكال جديدة من الضرائب. من خلال هذه السياسة المالية ، كان قادرا على توفير فائض في الخزينة و الشروع في مشاريع الأشغال العامة. وكان هو أول من كلف ببناء (الكولوسيوم).
فيسباسيان عمل أيضا علي وجود وظائف في جميع أنحاء الإمبراطورية ، في الشرق والغرب. ففي الغرب أعطى المحاباة إلى هيسبانيا ( الجزيرة الايبيرية ، والتي تضم حديثا  إسبانيا والبرتغال) حيث منح الحقوق اللاتينية لأكثر من ثلاثة مائة من البلدات والمدن ، وتعزيز عهد جديد من التمدن في جميع أنحاء المحافظات الغربية.

### 79–81: تيتوس

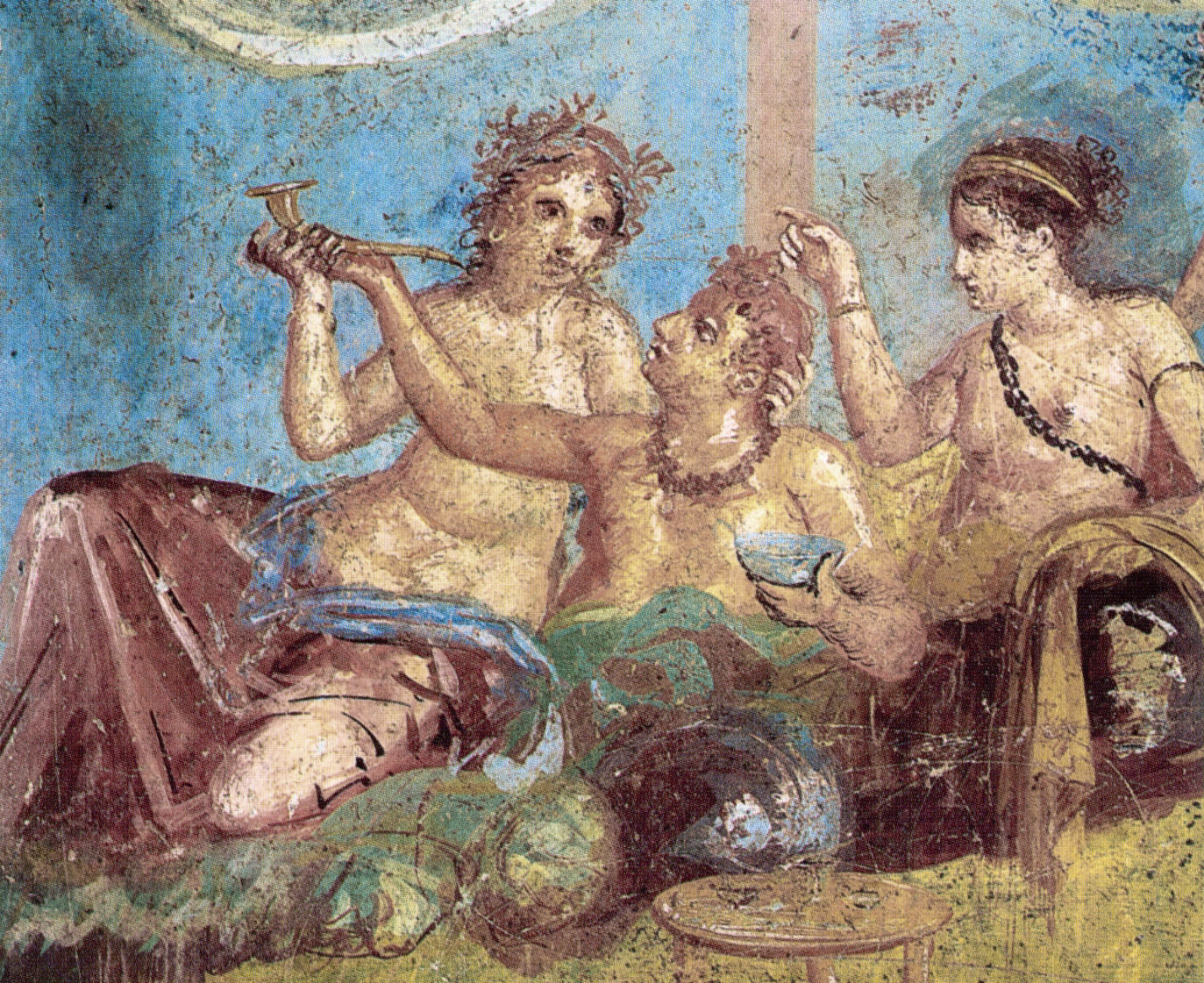
مأدبة في الهواء الطلقالمشهد, بومبي

تيتوس الابن الأكبر لفيسباسيان ، تم اعداده ليحكم. كان قد شغل منصبا فعالا في عهد والده ، مما ساعده على تأمين الشرق و في نهاية المطاف السيطرة على قيادة الجيوش الرومانية في سوريا و قمع الثورة اليهودية  في ذلك الوقت. على الرغم من أن هناك بعض الخوف عندما تولى منصبه بسبب انه معروف بالتعامل مع من هم أقل احترما في المجتمع الروماني ،و لكن سرعان ما اثبت جداراه .
ولكن فترة حكمه القصيرة تميزت بالكوارث: في 79 اندلع بركان  فيزوف في بومبي ، في 80 ، حريق دمر الكثير من روما. كرمه في إعادة البناء بعد هذه المآسي جعلت له شعبية جدا. تيتوس كان فخورا جدا بما بدأه والده. فقد عقد مراسم الافتتاح التي لا تزال غير مكتملة خلال العام 80, حيث احتفل مع  100 من  المصارعين و استمر 100 يوم. تيتوس توفي في 81 في سن 41 بسبب المرض ولكن  كان يشاع أن شقيقه دوميتيان قتله من أجل أن يصبح خلفه.

### 81–96: دوميتيان
كان الفلافينز بينهم علاقات سيئه مع مجلس الشيوخ بسبب الحكم الاستبدادي ؛ ومع ذلك ، دوميتيان كان الوحيد الذي واجه مشاكل كبيرة. المراقبة المستمره طوال حكمه . غالبا ما ظهر في الزي العسكري باعتباره الإمبراطور, إهانة فكرة ما عصر الإمبراطور السلطة على أساس: الإمبراطور . سمعته في مجلس الشيوخ جانبا ، احتفظ شعب روما بسعادته من خلال تدابير مختلفة ، بما في ذلك التبرعات إلى كل سكان روما . الانتهاء من الكولوسيوم ، واستمرار مشاريع الأشغال العامة الخاصة بوالده وشقيقه. كان ينفق بسخاء ،جاء خلفائه إلى السلطة مع خزينه ممتلئه.
في نهاية عهد دوميتيان أصبح مصاب بجنون العظمة ، والتي ربما كان لها جذور في نتيجة معاملة والده: على الرغم من أنه اعطاه مسؤولية كبيرة ، الا انه كان لا يثق في أي شيء مهم يفعله دون إشراف. زاد هذابشدة وربما حدثت تداعيات مرضية عقب التمرد الذي قام به لوسيوس أنطونيوس في 89 ، الحاكم والقائد في جرمانيا الكبرى. جنون دوميتيان أدى إلى عدد كبير من الاعتقالات وعمليات الإعدام ومصادرة الممتلكات (التي قد تساعد في تفسير قدرته علي الببذخ). في نهاية المطاف وصل إلى نقطة حيث حتى أقرب مستشاريه و أفراد أسرته يعيشون في خوف. وهذا أدى إلى مقتله في 96, مدبرا من قبل أعدائه في مجلس الشيوخ ، ستيفانوس , عضو من الحرس الإمبراطوري.

## 96–180: خمس أباطرة جيدون

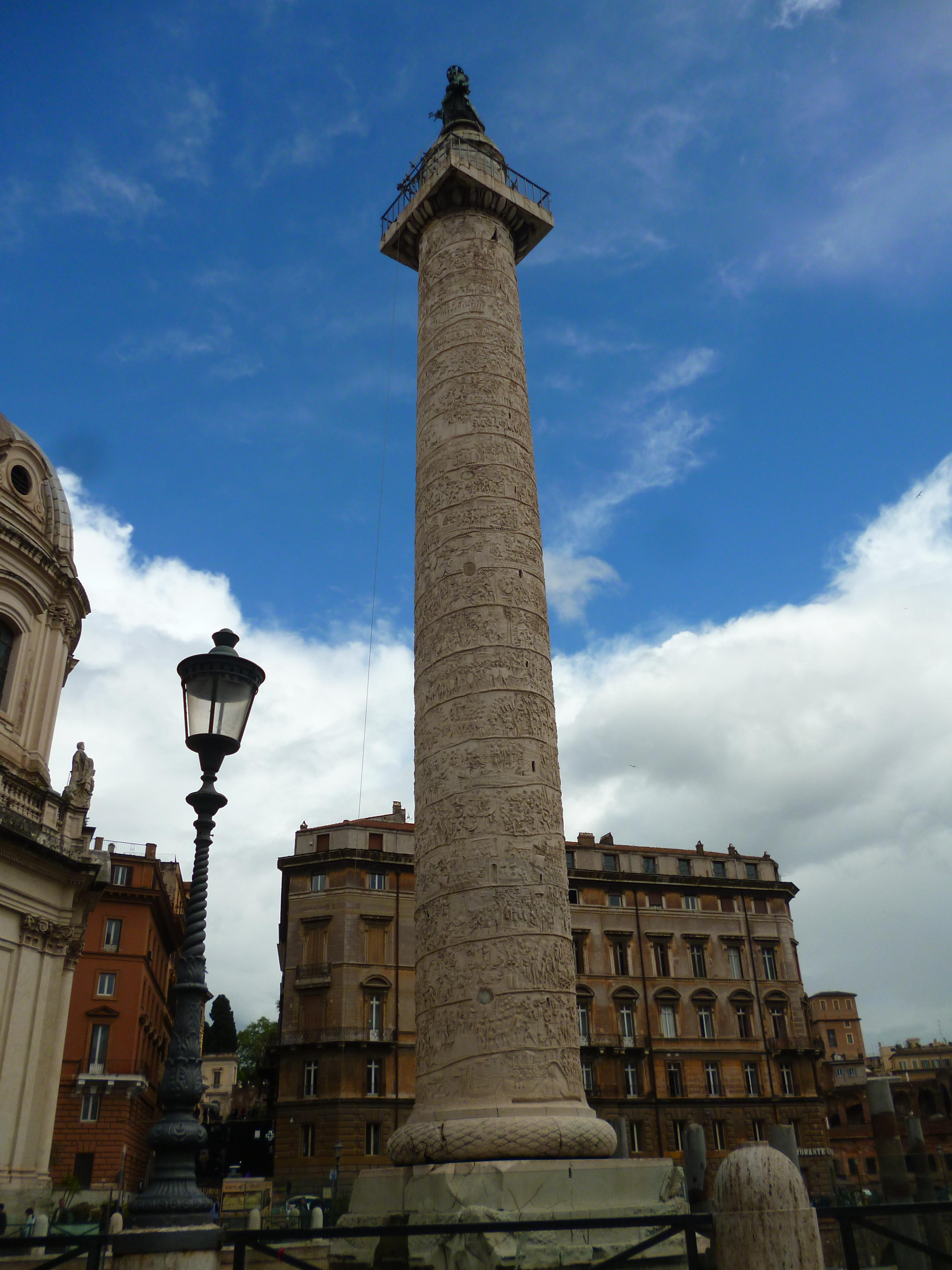
عمود تراجان من الرخام من الحجر منحوتة النقوش التي تظهر مشاهد مختلفة تصور أحداث الحروب التراجانية الداقية

جاء القرن القادم لعرف باسم فترة «الأباطرة الخمسة الجيدون»،حيث ازدهرت الإمبراطورية. أباطرة هذه الفترة كانوا نيرفا (96-98), تراجان (98-117), هادريان (117-138), أنطونيوس بيوس (138-161) ماركوس أوريليوس (161-180) ، حيث خلف بعضهم بعضا. اعتمد كل منهم في اختيار خلفه عن طريق نظرته للرجال الموثوقين من حوله بدلا من السلالة حاكمة.
آخر 2 من الخمسة بالإضافة لكومودوس يطبق عليهم أيضا الأباطرة الأنطونيين الرومان.

أقصى حدود الإمبراطورية الرومانية تحت تراجان (117)

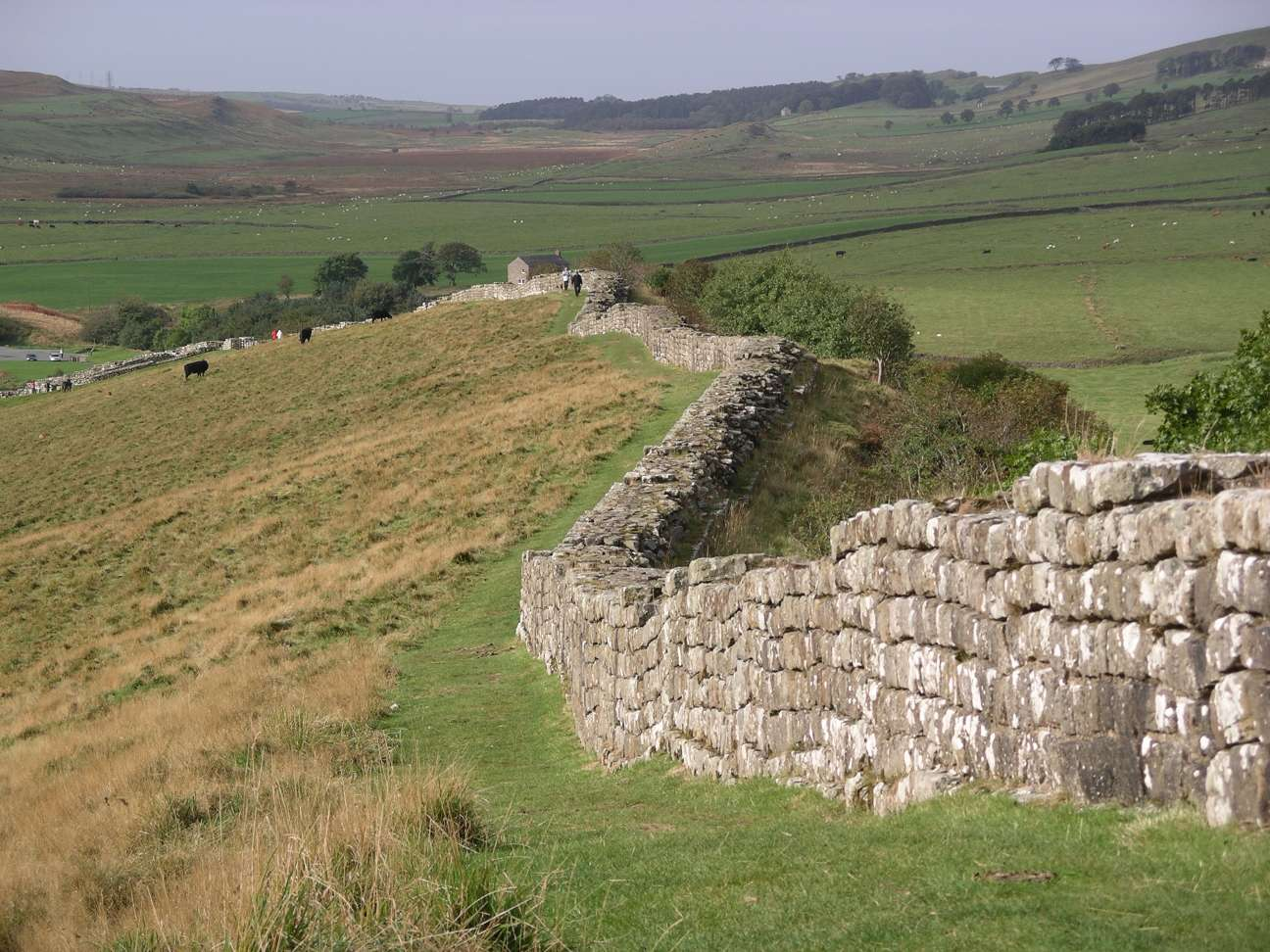
أجزاء من جدار هادريان في بريطانيا لا تزال إلى هذا اليوم.

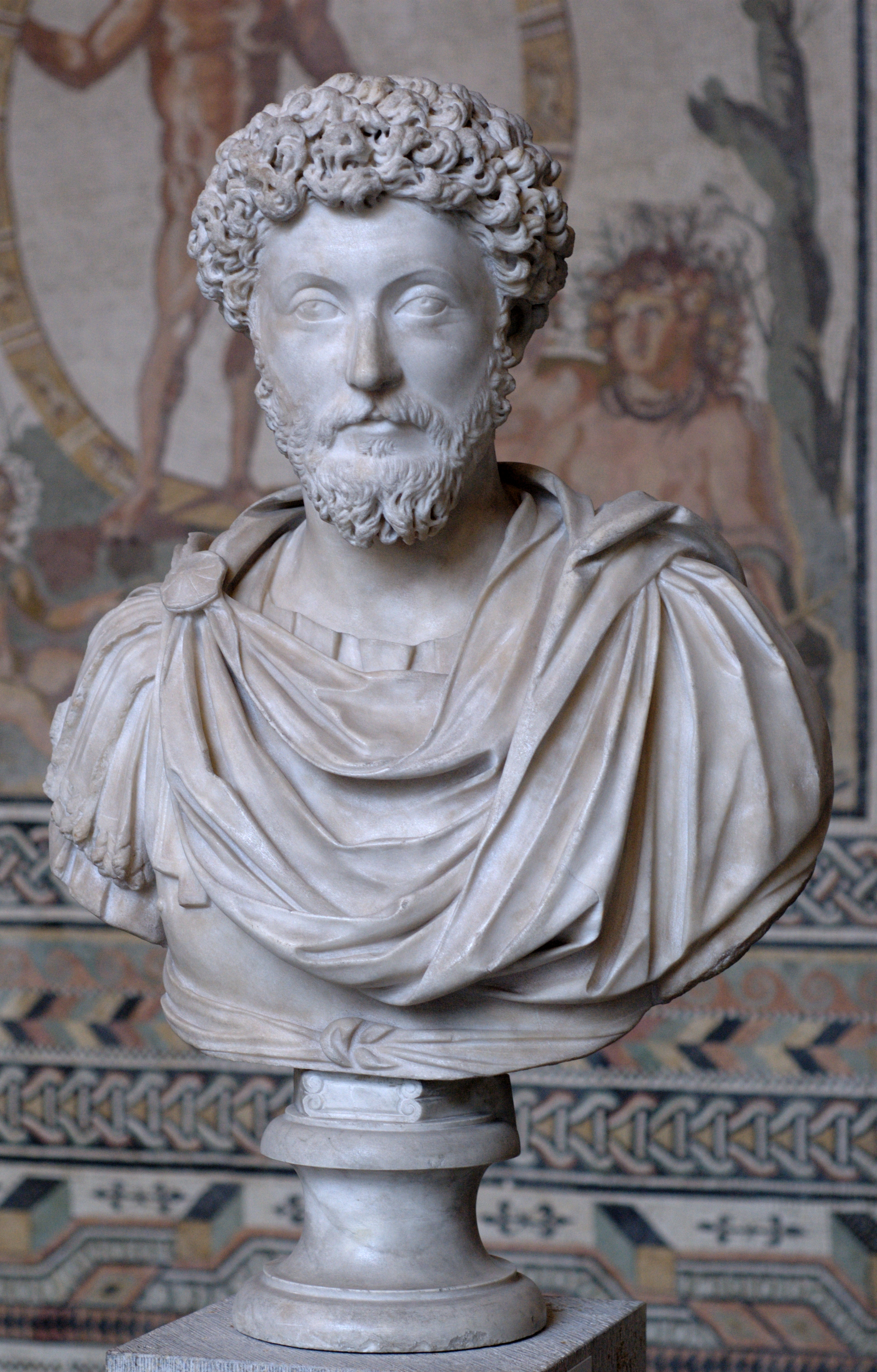
ماركوس أوريليوس

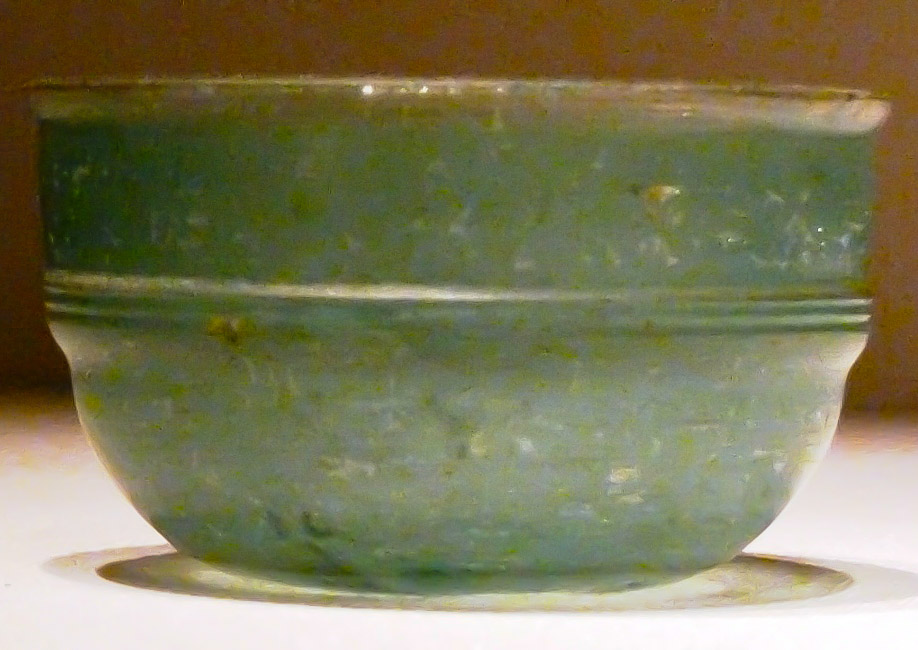
الأخضر الزجاجية الرومانية كأس المكتشفة من اسرة هان الشرقية (25-220 م) قبر, Guangxi، الصين

## 180–193: كومودوس ونهاية فترة الأباطرة الخمسة

### كومودوس

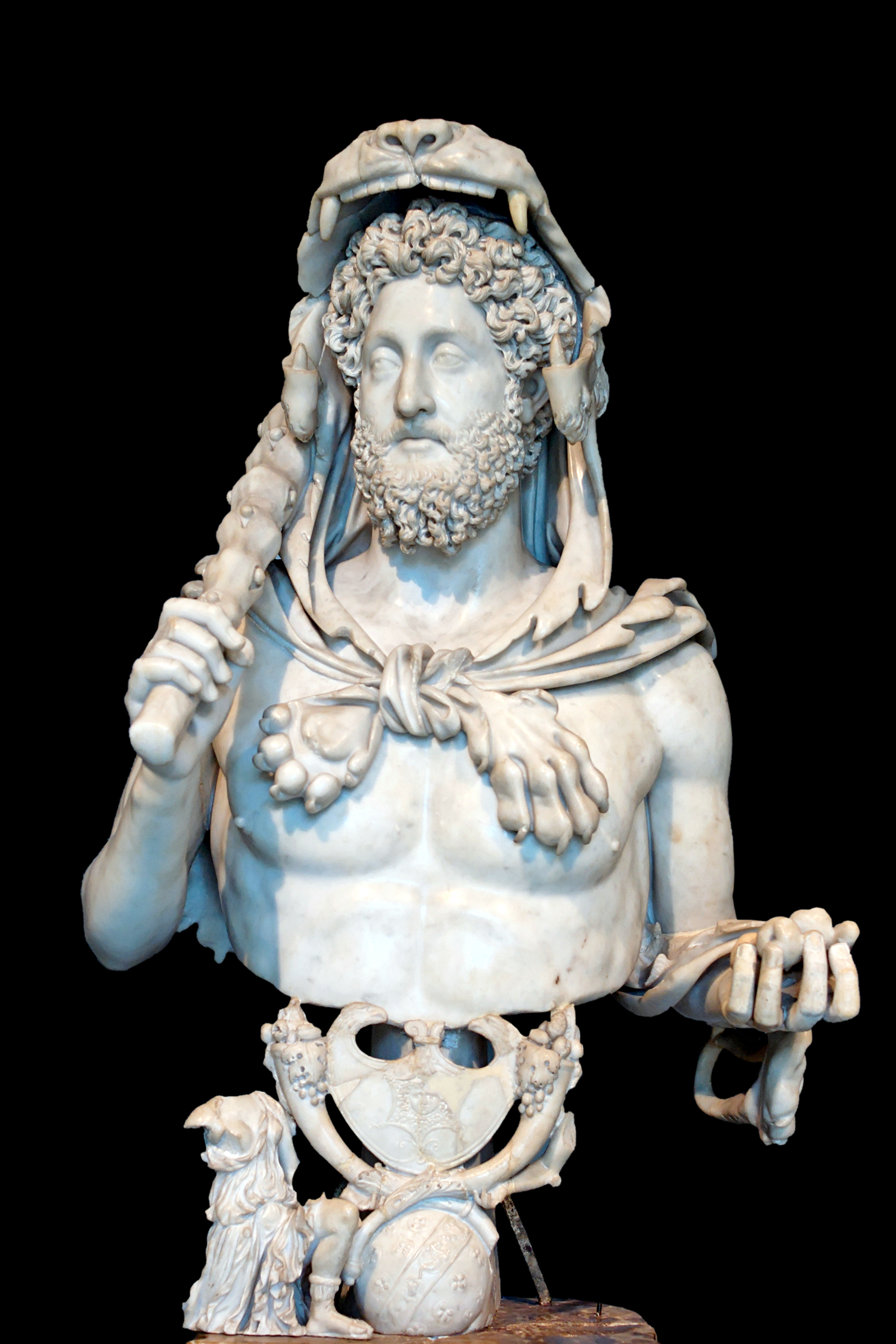
تمثال كومودوس ، والتي تصور له الأسطوري هرقل (أي هرقل) يرتدي جلود الأسد

انتهت فترة «الخمسة أباطرة» بعهد كومودوس من 180 إلى 192. كومودوس كان ابن ماركوس أوريليوس ، مما جعل منه أول خليفة مباشر في القرن ، وكسر مخطط الخلافة بالتبني والذي عمل بشكل جيد. كان مساعد الإمبراطور مع والده منذ 177. عندما أصبح الإمبراطور الوحيد بعد وفاة والده في 180, كانت في البداية تعتبر بادرة أمل من قبل الناس في الإمبراطورية الرومانية. بعكس والده الذي كان سخيا سمحة ،الا ان كومودوس كان عكس ذلك تماما. في إنحدار و سقوط الإمبراطورية الرومانية من قبل إدوارد جيبون ، لوحظ أن كومودوس في البداية حكم الإمبراطورية جيدا. ومع ذلك ، بعد محاولة اغتياله ، والتي تنطوي على مؤامرة من قبل بعض أفراد عائلته ، كومودوس أصيب بجنون العظمة ووصل إلى الجنون. انتهت فترة «السلام الروماني» مع عهد كومودوس. عندما أصبح سلوك كومودوس غريبا في أوائل 190s ، فان بيرتيناكس كان يعتقد أنه قد تورط في المؤامرة التي أدت إلى اغتيال كومودوس في 31 كانون الأول / ديسمبر 192. مؤامرة نفذتها قائدة برايتوريالامبراطورة كوينتس ليتوس  ، عشيقة كومودوس.

### بيرتيناكس
بعدما تم تنيفذ الجريمة ، بيرتيناكس ، والذي كان بمثابة المحافظ في هذا الوقت ، سارع إلى المخيم الامبراطوري وأعلن نفسه الإمبراطور صباح اليوم التالي.حكمه كان قصيرا (86 يوما) و كان غير مستقر. حاول محاكاة نفس ممارسات ماركوس أوريليوس و محاولة إصلاح برنامج الرعاية للأطفال الفقراء لكنه كان يواجه العداء من جهات عديدة. بالرغم ان فكره الإصلاحي كان بعيد النظر ، ولكنه لم يبقيه على قيد الحياة. حاول فرض رقابة الانضباط العسكري . في أوائل آذار / مارس تفادي مؤامرة من قبل مجموعة كانت لتحل محله مع القنصل كوينتس فالكو بينما كان في أوستيا لفحص ترتيبات شحن الحبوب . كانت مؤامرة خيانة ، فالكو نفسه أخذ عفوا ولكن العديد من ضباط الانقلاب أعدموا. في 28 آذار / مارس 193, بينما كان بيرتيناكس في قصره جاءت قوة قوامها ثلاثمائة جندي من الحرس الإمبراطوري.المصادر تشير إلى أنها لم تتلق سوى نصف راتبها. لا الحرس ولا مسئولي القصر اختار مقاومتها. ارسل بيرتيناكس الي كوينتس للوفاء بجميله ، لكنه اختار الوقوف إلى جانب المتمردين و هجرة الإمبراطور. على الرغم من أنه نصحه بالفرار ،و حاول التفاهم معهم و كادت أن تنجح تقريبا قبل أن يتم ضربه من قبل أحد الجنود. حدثت انتخابات بين الحرس الإمبراطوري حيث فاز السيناتور ديديوس جوليانوس وأصبح الإمبراطور الجديد.

## 193–235: اسرة سيفيران

### سيبتيموس سيفيروس (193–211)

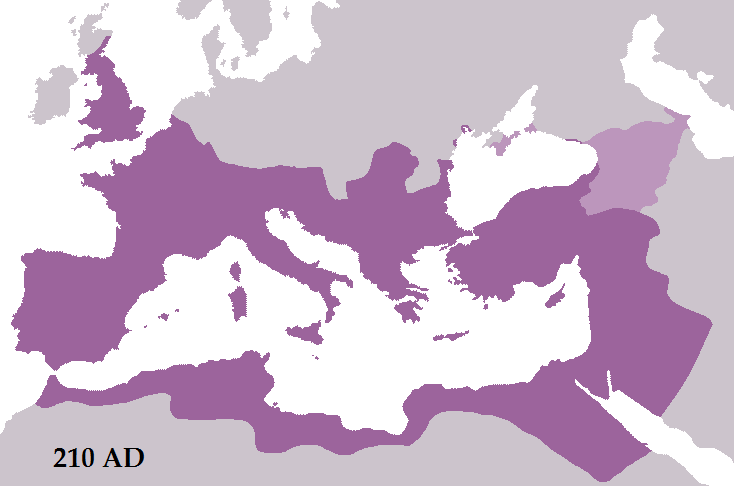
الإمبراطورية تحت سيبتيموس سيفيروس (210)

لوسيوس سيبتيموس سيفيروس ولدا لعائلة فينيقية الفروسية في مقاطعة رومانية . وقيل انه ارتفع خلال الخدمة العسكرية إلى القنصلية وهي رتبة تحت الأباطرة الأنطونيين الرومان. أعلن إمبراطورا في 193 خلال الاضطرابات السياسية التي أعقبت وفاة كومودوس ، كان هو الضامن الوحيد لحكم الإمبراطورية في 197 بعد هزيمة آخر منافس ، كلوديوس ألبينوسفي. في تأمين منصب الإمبراطور ، أسس اسرة سيفيران..
سيفيروس خاض حربت ناجحة ضد البارثيين و حملة ناجحة ضد البربرية للتوغل في بريطانيا الرومانية ، وإعادة بناء جدار هادريان. في روما علاقاته مع مجلس الشيوخ كانت فقيرة ، لكنه كان له شعبية مع العوام ، كما هو الحال مع جنوده. سيفيروس استمر في الاضطهاد الرسمي  للمسيحيين واليهود ، حيث كانتا هما الجماعات التي لم يستوعب معتقداتهم. سيفيروس توفي أثناء الحملة الانتخابية في بريطانيا. وقد خلفه أبنائه كركلا وجيتا ، الذي حكم تحت تأثير امه ، جوليا دومنا.

### كركلا (198–217)

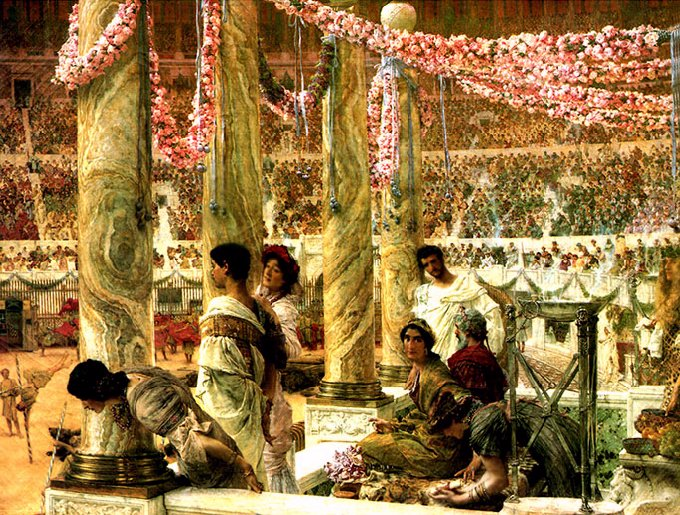
كركلا و جيتا, لورانس ألما تاديما (1907).

الابن البكر لسيفروس . «كركلا» كان لقبا للإشارة إلى السترة التي كان يرتديها عادة حتى عندما ينام. عند وفاة والده ، كركلا أعلنت إمبراطور مع أخيه جيتا.

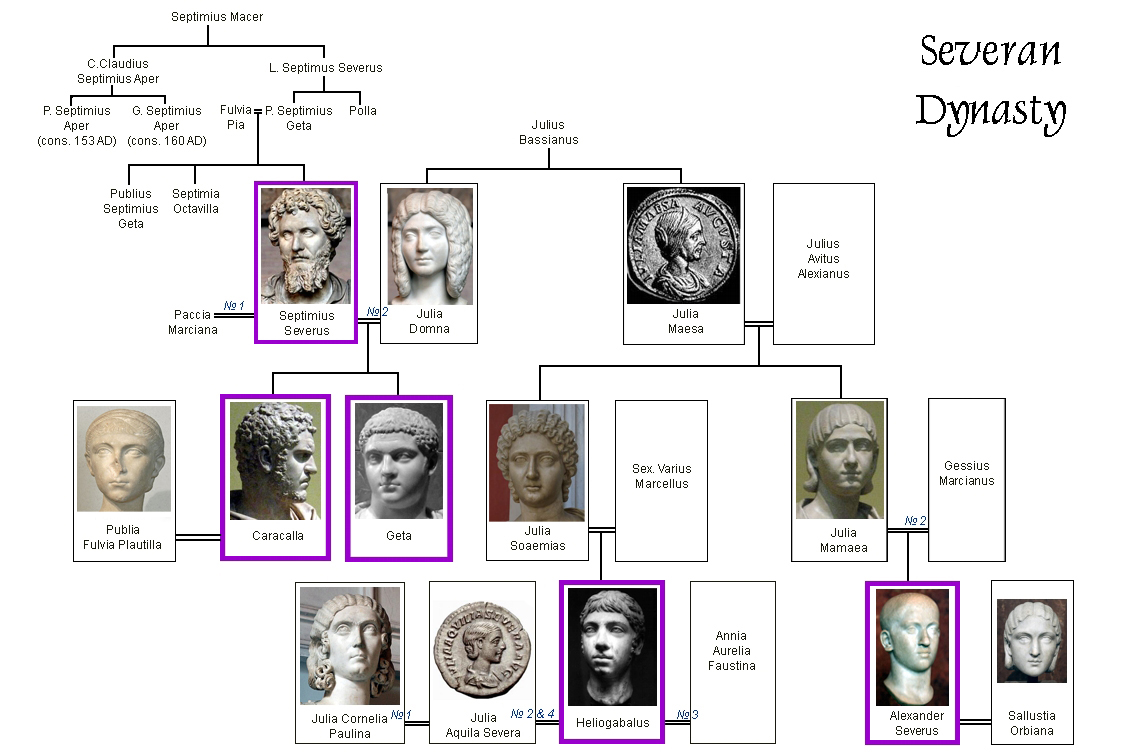

### ماركينوس (217–218)
ماركينوس ولد في 164. على الرغم من انه يأتي من خلفية متواضعة والتي لم تكن تنسب لاسرة سيفيرانالا انه ارتقي في الإمبراطورية تحت الإمبراطور كركلا ، حيث كان رئيس الحرس الإمبراطوري.
أهم قرار كان صنع السلام مع البارثيين ، ولكن يعتقد الكثيرون أن الشروط كانت مهينة إلى رومية... بعد أشهر من التمرد من قبل الجزء الأكبر من الجيش في سوريا ، ماركينوس أخذ قواته الموالية لمواجهة جيش ايلاجبالوس بالقرب من أنطاكية. على الرغم من تقديم معركة جيدة من قبل جنود الإمبراطور الا انهم هزموا ,و تمكن هو من الفرار ولكنه فقد سلطته وتمت خيانته وأعدم بعد 14 شهرا فقط.

### ايل جبل (218–222)

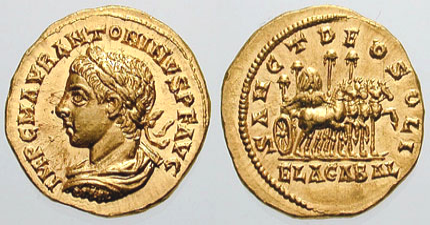
الرومانية الذهبية تصور Elagabalus. عكس ذكرى إله الشمس Elagabal.

ولد في يوم 16 مايو, 205, والذي كان معروف بأوريليوس أنطونيوس والذي عين في سن مبكرة ككاهن لإله الشمس . أعلن إمبراطور من قبل قوات ايميسا ، مسقط رأسه. لقد انتشرت شائعة أنه كان ابنا سريا من كركلا.
عرفت فترة حكمه بالفاضجة حيث تركت إدارة الإمبراطورية خلال هذا الوقت لجدته و أمه (جوليا). ، جوليا أقنعت ابنها لقبول ابن عمه الكسندر سيفيروس قيصرا . ولكن ، الكسندر كانت له شعبية مع القوات ،بعكس كراهيتهم للإمبراطور الجديد. فعندما شعر الإمبراطور باغيرة من هذه الشعبية, إزال لقب قيصر من ابن أخيه الا ان الحرس أقسم على حمايتهوقتلوا الإمبراطور و امه.

### الكسندر سيفيروس (222–235)

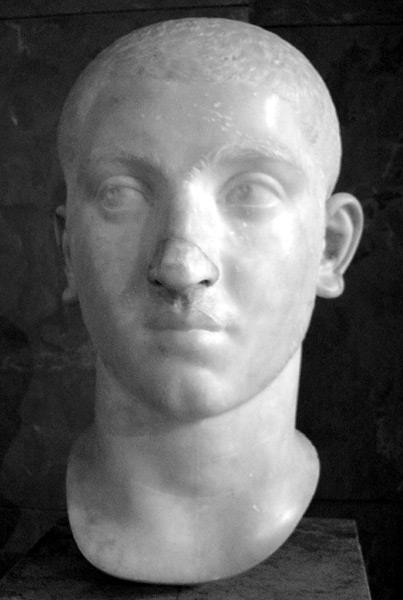
تمثال الكسندر سيفيروس ، وآخر إمبراطور Severan اسرة.

ماركوس يوليوس  الكسندر والذي نصب ولي العهد لابن عمه الإمبراطور Elagabalus بإيعاز من صاحبة النفوذ والسلطة جوليا مايس— التي رتبت الإمبراطورية بالتزكية من قبل الفيلق الثالث .يوم 6 مارس, 222, عندما كان ألكسندر أربعة عشر فقط, كان هناك إشاعة ذهبت في جميع أنحاء المدينة ان الكسندر قد قتل ، مما اثار ثورة بين الحراس الذين قد أدوا اليمين له . . حكم من سن أربعة عشر تحت تأثير الأم جوليا أفيتا ماميا ,حيث استعاد ، إلى حد ما ، أهم ما ميز فترة حكم سيبتيموس سيفيروس. ارتفاع قوة الإمبراطورية الساسانية (226-651) كان يعتبر أعظم التحديات الخارجية التي واجهتها روما في القرن الثالث. حربه ضد الغزو الألماني أدت إلى الإطاحة به من قبل قواته.

## 235–284: أزمة القرن الثالث
في السنوات التي أعقبت وفاة الإمبراطور جنرالات الجيش الروماني تقاتل بعضها البعض من أجل السيطرة على الإمبراطورية إهمال واجباتهم في منع الغزوات. الضواحي أصبح ضحايا غارات متكررة من قبل الخارجية القبائل ، مثل , القوط، المخربين, و ألامانيون, على طول نهر الراين والدانوب في الجزء الغربي من الإمبراطورية ، وكذلك الهجمات من الساسانيين في الجزء الشرقي من الإمبراطورية. بالإضافة إلى ذلك ، 251 ، الطاعون قبرصي (ربما الجدري) اندلعت ، مما تسبب في نطاق واسع الوفيات التي قد أثرت بشكل خطير على قدرة الإمبراطورية الدفاع عن نفسها.

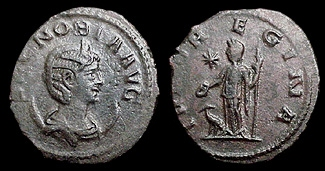
وهو Antoninianus عملة تصور زنوبيا ، وتبين لها الإكليل و رايات التمثال على الهلال مع عكس عرض دائمة الرقم Iuno ريجينا

بواسطة 258, الإمبراطورية الرومانية اندلعت في ثلاثة تتنافس الدول. في المقاطعات الرومانية من بلاد الغال، بريطانيا وهسبانيا قطعت لتشكيل الغالية الإمبراطورية بعدها بعامين في 260, المقاطعات الشرقية من سوريا، فلسطين ومصر الرومانية أصبحت مستقلة كما مملكة تدمر ، وترك ما تبقى الإيطالية محورها الإمبراطورية الرومانية-السليم في الوسط.

## 284–301: دقلديانوس

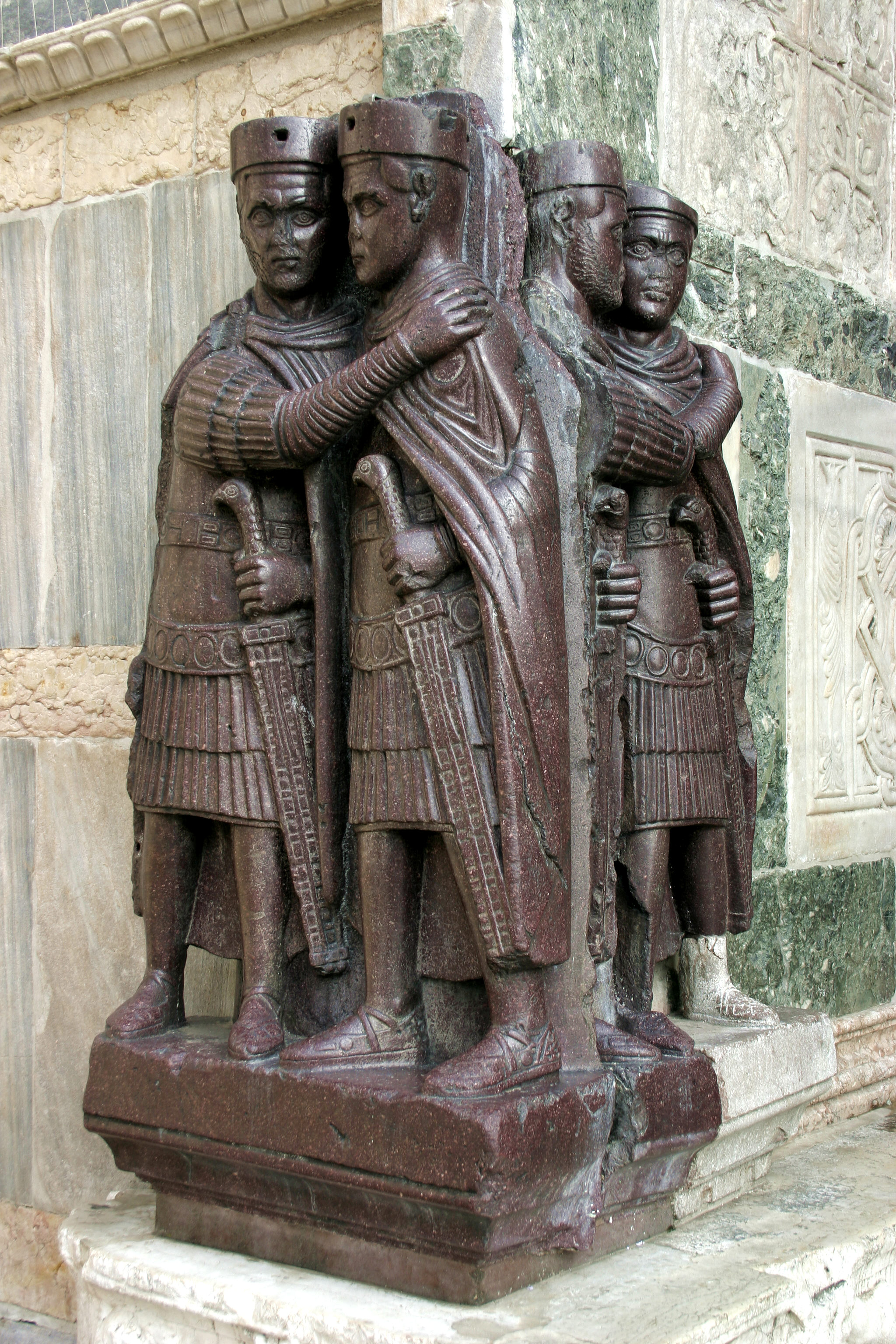
على Tetrarchs ، السماق النحت أقال من البيزنطية قصر في 1204, خزينة القديس مرقس، البندقية

الانتقال من الإمبراطورية الواحدة المتحدة إلى الامبراطوريات الغربية والشرقية المقسمة كانت تحولا تدريجيا. في تموز / 285, دقلديانوس هزم منافسه الإمبراطور كارينوس و لفترة وجيزة أصبح إمبراطور الإمبراطورية الرومانية الوحيد. خلال حكم دقلديانوس استقرت الإمبراطورية و ظهرت علامات نهاية أزمة القرن الثالث. دقلديانوس عين إمبراطورا في 286 و تم تفويض اثنين اخرين من صغار الأباطرة معه.
راي دقلديانوس أن الإمبراطورية الرومانية الشاسعة كانت غير قابلة للحكم بامبراطور واحدة في مواجهة الضغوط الداخلية والتهديدات العسكرية على جبهتين. ولذلك تم تقسيم الإمبراطورية الي نصفين ، وخلق  اثنان من الباطرة المتساويين ليحكموا تحت عنوان أوغسطس. دقلديانوس نفسه كان أوغسطس  للنصف الشرقي ، وجعل صديقه  مكسيميانوس أوغسطس للنصف الغربي. وعلي ذلك خلق ما يمكن أن يسمي الإمبراطورية الرومانية الغربية والإمبراطورية الرومانية الشرقية.

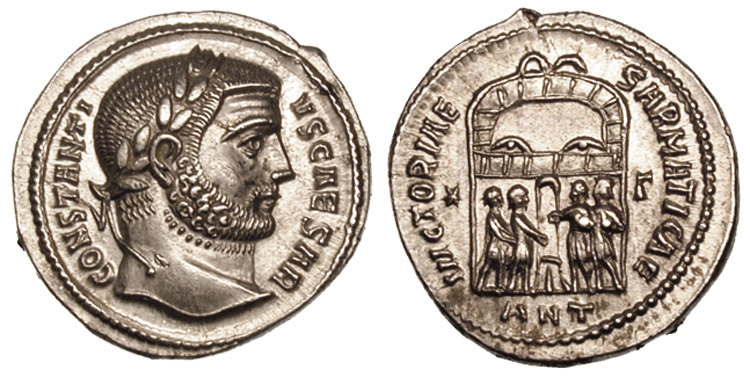
أنطاكية ، الحكم الرباعي هي التضحية للاحتفال بعيد النصر ضد سارماتيون.

في 1 آذار / 293 انقسمت السلطة ثانية .حيث أن  كل أوغسطس عين إمبراطور صغيرا تحته يسمى قيصر لمساعدته في المسائل الإدارية . جاليريوس أصبح قيصر عن دقلديانوس و قسطنطين أصبح قيصر عن ماكسيموس. وهذا يشكل ما يسمى الحكم الرباعي .
بعد فترة أولية من التسامح ، دقلديانوس الذي كان من أشد المتحمسين للوثنية و كان قلقا من تزايد أعداد المسيحيين في الإمبراطورية ، زاد من اضطهادهم ، وكان هذا هو أعظم اضطهاد للمسيحيين حصل في التاريخ. على الرغم من فعالية حكمه الا انه حكم دقلديانوس الرباعي انهار بعد تنازله الي مكسنتيوس وقسنطينة ، أبناء ماكسميان و قسطنطين . ع الرغم من اضطهاد دقلديانوس للمجتمع المسيحي;الا ان المسيحية أصبحت الدين الرسمي للامبراطورية خلال عهد قسطنطين.

## 305–363:  اسرة قسطنطين

### قسطنطين و أبنائه

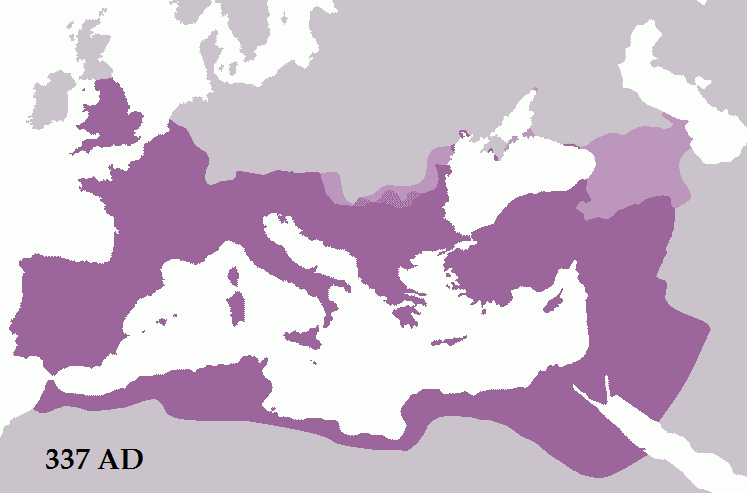
الإمبراطورية تحت قسنطينة (337)

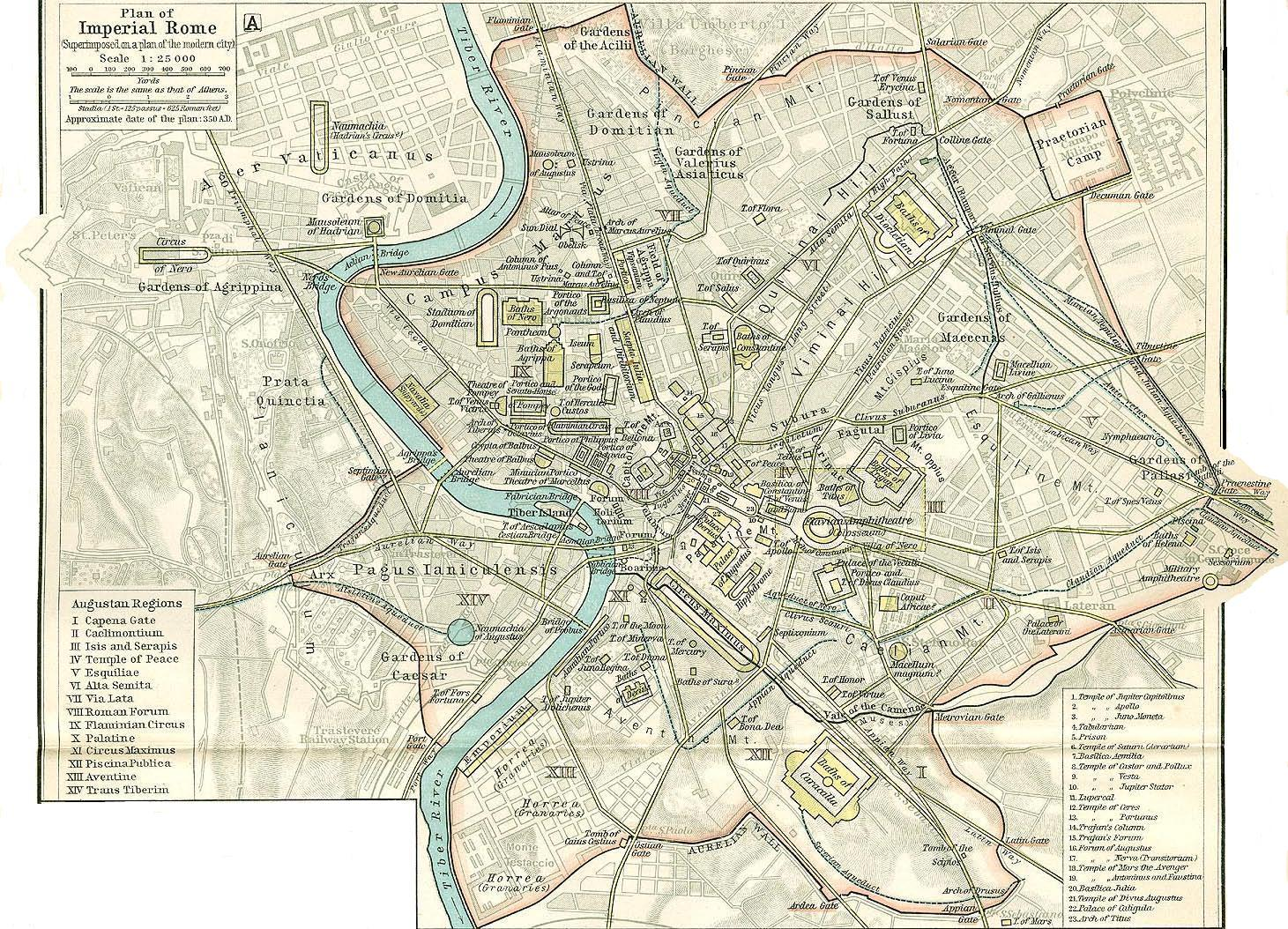
خريطة روما في 350

انهار النظتم الرباعي مع وفاة قسطنطين في 25 يوليو ، 306.علي الفور اعلنت قوات قسطنطين ابنه قسطنطين الكبير أوغسطس. في آب / أغسطس 306, أعلن جاليريوس  سيفيروس  أوغسطس.حدثت  ثورة في روما لدعم مطالب آخر بنفس العنوان: مكسنتيوس ابن ماكسميان و الذي أعلن أوغسطس في 28 أكتوبر 306. تم انتخابه عن طريق امبراطوري الحرس. هذا ترك الإمبراطورية مع خمسة حكام: أربعة اوغسطس (جاليريوس ، قسنطينة ، سيفيروس و ماكسينتوس) و واحد قيصر (ماكسيمينوس).
سنة 307 شهدت عودة ماكسيميان إلى رتبة أوغسطس إلى جانب ابنه ماكسينتوس ، وخلق هذا ستة حكام للإمبراطورية.  قامت حملة ضد جاليريوس و سيفيروس في إيطاليا.وقتل  سيفيروس تحت قيادة ماكسينتوس في 16 سبتمبر 307.
في 311 جاليريوس رسميا إنهي اضطهاد المسيحيين ، قسنطينة ، تقنن المسيحية نهائيا في 313 كما يتضح في ما يسمى مرسوم ميلانو. قسنطينة هزم شقيقه في القانون ليسينيوس في 324, توحيد الإمبراطورية تحت سيطرته. حكم حتى وفاته في 22 مايو 337.
قسطنطين الثاني قتل في الصراع مع شقيقه الأصغر في 340. قنسطنس كان قتل نفسه في صراع مع الجيش-يناير 18, 350.

## 364–392: فالانتينيان اسرة
| |  |  |
| A golden صوليدوس depicting فالنتينيان الأول (r. 364-375) and (righthand image) a marble statue of his son and later ruler فالنتينيان الثاني (r. 375-392) |  |  |

### فالانتينيان و فالنس
دور اختيار الأوغسطس الجديد عاد مرة أخرى إلى ضباط الجيش. في 28 فبراير, 364, تم انتخاب الضابط فالانتينيان أنا كأوغسطس في نيقية، البيثنية. وفي 28 آذار / مارس فالانتينيان اختار الشقيق الأصغر فالنس كشريك له وبذلك تقسمت الإمبراطورية كما في عهد دقلديانوس: فالانتينيان  لإدارة الإمبراطورية الرومانية الغربية ، في حين فالنس سيطر على الإمبراطورية الرومانية الشرقية.

### 361–364: جوليان جوفيان

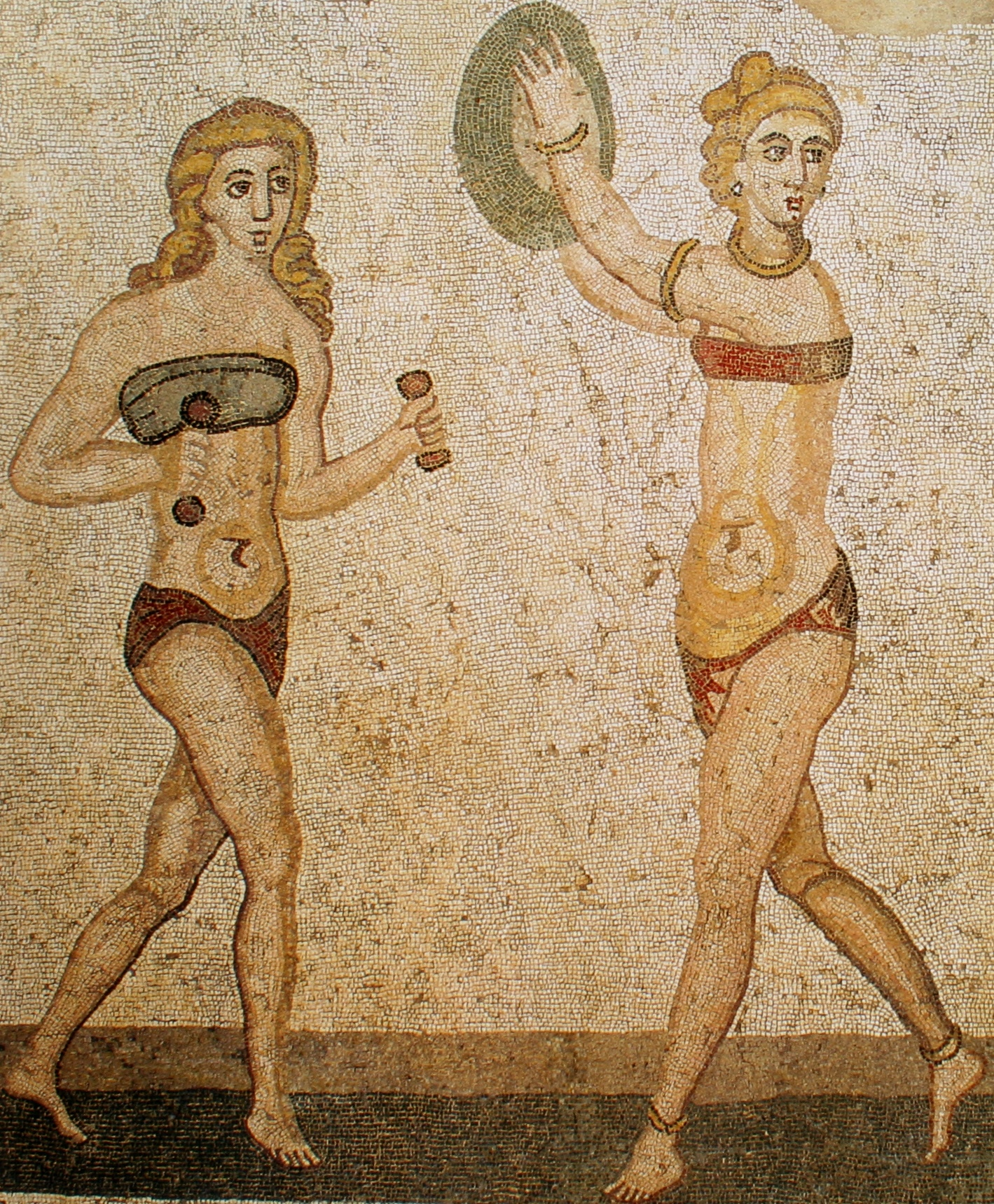
تفاصيل "الفتيات بيكيني" فسيفساء من Villa Romana del Casale، الرومانية صقلية ، 4 الميلادي

جوليان سيكون بمثابة الإمبراطور الوحيد لمدة عامين. كان قد تلقى المعمودية مثل المسيحية قبل سنوات, ولكن لم يعد يعتبر نفسه واحد منهم.اصدر مرسوم التسامح في 362 حيث أمر بفتح المعابدالوثنية و إعادة تأسيس المعابد و الاهتمام بالـللكنيسة المسيحية .

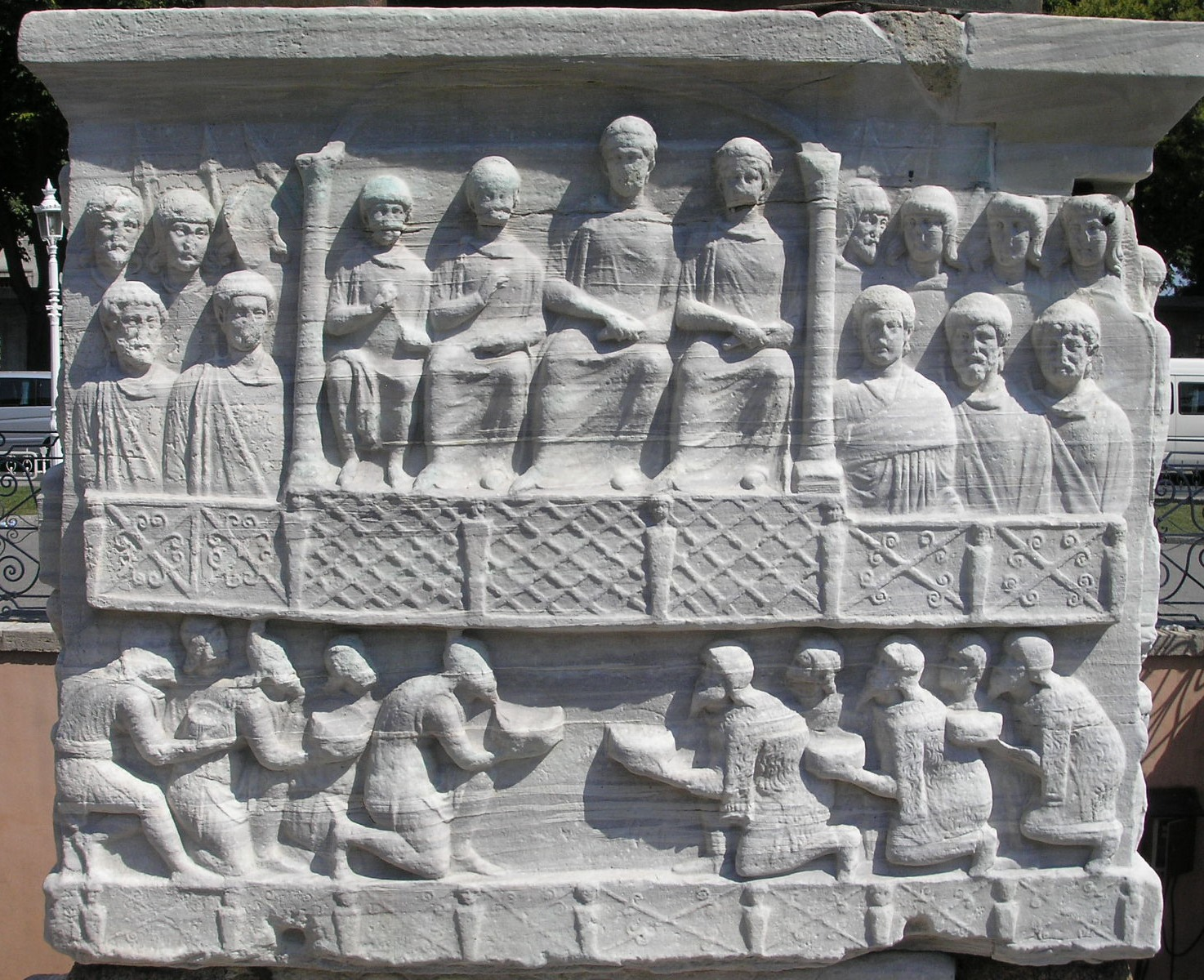
التفاصيل من أحد منحوتة بنقوش على مسلة ثيودوسيوس في اسطنبول (القسطنطينية) ، تظهر الإمبراطور الروماني ثيودوسيوس الأول وتحيط بها أعضاء المحكمة تلقي روافد الهدايا من المبعوثين الأجانب في أواخر القرن 4 ميلادي

### التقسيم النهائي للإمبراطورية

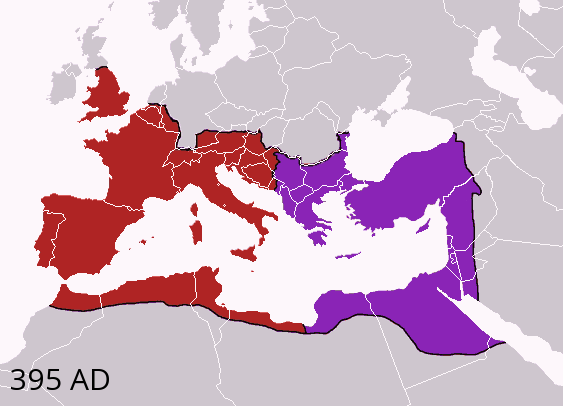
تقسيم الإمبراطورية بعد وفاة ثيودوسيوس الأول ج. 395.
Western Roman Empire
Eastern Roman Empire

في 392 فالانتينيان الثاني قتل في فيين. رتب أربوغاست تعيين ايوجيناس كإمبراطور. الا ان امبراطور الامبراطورية الإمبراطور ثيودوسيوس رفض الاعتراف به حيث قتل أربوغاست و ايوجيناس. وهكذا شمل أنحاء الإمبراطورية الرومانية تحت حكمه.

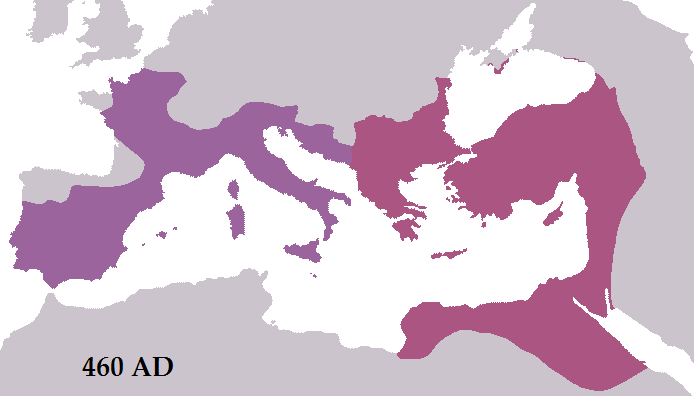
الامبراطوريات الغربية والشرقية (460)

الإمبراطورية الرومانية من قبل 476